# 世にも奇妙な物語
『世にも奇妙な物語』（よにもきみょうなものがたり、通称：『世にも』『世にも奇妙な』『世に奇』『奇妙』）は、フジテレビ系列で1990年4月19日から放送されているオムニバステレビドラマ。フジテレビと共同テレビ（共テレ）の共同制作。ステレオ放送、文字多重放送を実施している。

## 概要
かつてヒットしたアメリカのテレビ映画『ヒッチコック劇場』や『トワイライト・ゾーン (1959年)』の日本版をイメージしたもので、タモリをストーリーテラーに迎え、俳優を主人公とした複数作品で構成されるオムニバス形式の作品である。
前身は1989年10月から半年間、同局で深夜に放映されていたテレビドラマ『奇妙な出来事』であり、進行役を斉木しげるからタモリに交代し、ゴールデンタイム・プライムタイムに進出させた番組である。レギュラー版は1990年から1992年まで3期に亘り放送。レギュラー時代のキャッチコピーは、「へ、へ、へ、のへん。（第1シリーズ）」、「この車輌にいる誰かが、あなたの「運命」を変えようとしている、（かもしれない。） （第2シリーズ）」、「回奇現象（第3シリーズ）」。レギュラー放送終了後は、春・秋を中心とした改編期の特別番組として放送されており、2020年7月11日放送回の「'20 夏の特別編」で放送開始から30年を迎えた。
開始当初から数多くの俳優やスタッフが関与しており、演出や作風もそれぞれ異なっており、連続ドラマ時代は回ごとに制作会社も異なっていた。内容は当初からホラー・怪奇系がメインであるが、ギャグやコメディ、感動系、過激な内容物、シュールな内容の作品も数多く制作されている。だが、大半のエピソードはバッドエンドである。また、2015年11月21日には「25周年スペシャル・秋〜傑作復活編〜」として、過去に放送されたシリーズのリメイク版も制作された。
2011年7月24日に地上アナログ放送が停波するのに伴い、2010年7月5日から地上デジタル放送への完全移行を前提に、アナログ放送の全番組が画角16:9のレターボックス放送に移行するため、本番組もアナログ放送では2010年10月4日放送分の「20周年記念スペシャル」よりレターボックス放送が開始された。
長寿番組であるため、エピソードによっては放送当時では「奇妙」だった空想上の出来事が現在では現実化し、一般常識になっている例や流行や世相を予言、先取りしたかのような例もある。
現在、本番組はタモリが出演する唯一のフジテレビ系列におけるレギュラー番組となっている。

## 主要出演者

### ストーリーテラー
タモリ
当番組には欠かせない、話の概要を話す語り部。主にオープニング、ドラマの導入部分、エンディングに登場し、ストーリーテラーとしてオムニバス形式の物語を繋ぐ。字幕放送の表記が「ストーリーテラー」であることなどから、タモリはあくまでも「ストーリーテラー役」として出演していることが分かる。
世の中にいるごく普通の人間（物語の主人公）たちを『奇妙な世界』に誘う案内人であり、2020年（'20秋の特別編）までに545人（組）を誘ってきた。
（ストーリーテラー役としての）正体は現在も明かされておらず、黒猫やカラス、蝶に変身できる。
ストーリーテラーの服装は、レギュラー放送時代（1990年4月19日 - 1992年9月17日）は、スーツにネクタイであったが、「'91冬の特別編」（1991年1月3日放送回）からタキシードに蝶ネクタイ、「'91冬の特別編」では白いタキシードに赤い蝶ネクタイ、同年の春の特別編では黒のタキシードに赤い蝶ネクタイ、「'92春の特別編」から「'08春の特別編」までは黒いタキシードに黒い蝶ネクタイであった。。「'08秋の特別編」からは黒スーツと黒ネクタイになっている。。また、稀ではあるが、物語によって衣装や職業が変わることもある。2010年4月の「20周年・春」で変更された新規OP（第4期OP）、2015年11月の「25周年・秋」では本編にて久々に黒いタキシードに黒い蝶ネクタイ姿で登場した。
語りの最中には何度か主人公やその周囲の人々に遭遇するが、『奇妙な世界』への案内人であることに気付かれずに去っていくことが多い。
ストーリーテラー部分が一つの物語となっていることもあり、「映画の特別編」では全編に亘って「駅のホームにて雨宿りをしている人々が雨が止むまでの退屈しのぎにストーリーテラーの『世にも奇妙な物語』を聞いている」、「SMAPの特別編」では「奇妙な体験をした5人の男（SMAP）が教会で神父であるストーリーテラーにそれぞれその体験を語っていく」、「'19雨の特別編」では「ある山小屋に入った男（演・佐藤二朗）が先に小屋にいたストーリーテラーから『世にも奇妙な物語』を聞かされる」という構成であった。
ストーリーテラーはシリアスな語り口で進行するが、酷い目に遭うことも多い。以下に例を挙げると、
- 「'90秋の特別編」のアバン（詳しくは「アバンストーリー」の項を参照）では電車から宇宙空間に放り出された挙句、地球に落下していく
- 「絶対イヤ!」のプロローグでは服や髪型を滅茶苦茶にされる
- 「忘れられたメス」のプロローグでは麻酔なしで開腹手術後に、開腹したまま放置される
- 「切腹都市」のエピローグでは侍に首を刎ねられ、その首がなぜかロケットのように宇宙空間まで飛んでいく
- 「言葉のない部屋」のエピローグでは語りの途中に骨董屋の主人が現れて、その物語の主人公と同じ目に遭わされる（主人公は死亡）
- 「ズンドコベロンチョ」のエピローグでは話を途中で切られた挙句にエンディングカットが描かれたカードに手を挟まれてそのままエンドテーマが流れる
- 「無実の男」のエピローグでは指名手配ポスターに自分とそっくりなモンタージュ写真が使用されており、ポスターを見ていた通行人たちから怪しまれる
- 「'08春の特別編」のエピローグではダーツの矢が刺さりそうになる

など、散々な目に遭っている。
レギュラー放送では家族や恋人の存在をほのめかす表現をしていたが、「'93真夏」以降の特別編からはその話をしていない。
初期ではアバンタイトル以外にさりげなくカメオ出演していることもあり、「恐怖の手触り」の主人公の隣で電話をかけている男、「帰れない」ではおでん屋の店主、「留守番電話」では公園で待ち合わせをする男、「偶然やろ？」では主人公が立ち寄る喫茶店の客など多数出演しており、2001年10月の「秋の特別編」まで出演していた。
タモリの所属する田辺エージェンシーの権利上の都合から、地上波での土曜ワイド枠または平日のチャンネルα枠での新作番宣をかねた前回分再放送の際には本編のみの再放送となり、タモリによるストーリーテラー出演部分は全てカットされる。ただしCS放送フジテレビONEにて過去の特別編が再放送されていた時代には、タモリ含め完全ノーカットで放送された時期もある。

### 各エピソードの主人公
『世にも奇妙な物語』のエピソードの主人公のほとんどは「ごく普通の人間」だが、「何か一般的でない能力や病気、性質を持った人物」（「くせ」、「メロディに乗せて」など）や「人殺しなどをした悪人」（「懲役30日」、「ロッカー」など）などもいる。また、「23分間の奇跡」や「ハイ・ヌーン」などのように、「主人公が奇妙な世界に迷い込む」のではなく、「主人公が周囲を奇妙な世界へ誘う」場合もある。
レギュラー放送（1990年4月 - 1992年9月）までは物語のジャンルのほとんどが「ブラック系」だったために、バッドエンドの場合は主人公が最終的に死ぬパターンが多かったが、現在は死者が少なくなる一方で、反対に生存者が増えている（生存の場合のバッドエンドの例として、記憶が消える、逮捕される、どこかへ連れて行かれる、主人公ではなく別の誰かが死ぬ、NTR?されるなどがある）。
だが、2023年現在でも特別編の全4〜5話中、最低1話は主人公が死やそれに準ずる状態（現世から消滅・廃人化など）に必ずなる。
また、感動的な結末の物語でも、登場人物が幸せそうに、もしくは安らかに死んでいく場合がある。

## 放映リスト
エピソードによっては、物語のオチを見せないリドルストーリーの形を採って視聴者に想像させる場合もある。

## 放送期間・時間
- すべて日本時間（JST）で記す。単発になってからは全ての曜日での放送を経験しており、ほとんどが21:00から2時間 - 2時間30分での放送となっている。
  - 2011年5月14日（土）の『世にも奇妙な物語 21世紀 21年目の特別編』からは『土曜プレミアム枠（21:00 - 23:10）』（130分）で放送が行われている。
- 1991年9月12日（木）・1993年4月15日（木）・1993年9月9日（木）の19:00-20:54にはプロ野球中継の雨傘番組として『雨の特別編』が放送の予定だったが、放送されず。

| タイトル                                    | 放送日                               | 放送時間                       | 話数             | 備考 |
| ------------------------------------------- | ------------------------------------ | ------------------------------ | ---------------- | --- |
| （第1期）                                   | 1990年4月19日 - 9月20日 （毎週木）   | 20:00-20:54                    | 3×13 （全39話）  | |
| 秋の特別編                                  | 1990年10月4日（木）                  | 19:00-20:54                    | 5                | 当番組初のスペシャル(特別編)回 |
| 冬の特別編                                  | 1991年1月3日（木）                   | 21:00-23:24                    | 6                | この回のみ「新春ドラマスペシャル」の冠をつけての放送。 |
| （第2期）                                   | 1991年1月10日 - 12月19日 （毎週木）  | 20:00-20:54                    | 3×39 （全117話） | |
| 春の特別編                                  | 1991年4月4日（木）                   | 19:00-20:54                    | 5                | この回よりOP映像の変更(5月に細部が変更された版が使用された) |
| 秋の特別編                                  | 1991年10月3日（木）                  | 19:00-20:54                    | 5                | |
| 冬の特別編                                  | 1991年12月26日（木）                 | 19:00-20:54                    | 5                | 当番組の「最終回」として放送予定（仮題として「これが最後の『世にも奇妙な物語』」が挙げられていた）だったが翌年に「第3期」が開始された |
| 雨の特別編                                  | 1991年9月12日（木）※未放送           | 20:00-20:54                    | 3                | 第2期放送期間中に行われていたナイターが中止された際に制作されていた雨傘番組だが、当日はナイターが放送されたためにお蔵入りとなった |
| 春の特別編                                  | 1992年4月9日（木）                   | 19:00-20:54                    | 5                | |
| （第3期）                                   | 1992年4月16日 - 9月17日 （毎週木）   | 20:00-20:54                    | 3×16 （全48話）  | |
| （第3期 未放送回）                          | 1992年12月7日（月）                  | 16:30-17:25                    | 3                | 第3期終了直後の10月〜12月に放送された再放送（関東地区のみ）の最終回として放送。のちに一部地方局にて放送された |
| 冬の特別編                                  | 1992年12月30日（水）                 | 21:00-23:18                    | 6                | 当初は『'92 秋の特別編』として同年10月1日(木)に放送されたナイター中継の「雨傘番組」として編成されるも中止にはならず。この日に変更された |
| 真夏の特別編                                | 1993年7月30日（金）                  | 21:02-22:52                    | 5                | 金曜エンタテイメント枠 |
| 冬の特別編                                  | 1994年1月6日（水）                   | 21:00-22:54                    | 5                | |
| 春の特別編                                  | 1994年3月30日（水）                  | 21:00-22:48                    | 5                | |
| 七夕の特別編                                | 1994年7月7日（木）                   | 22:30-23:54                    | 3                | 当初の22:00-23:24の予定から、ナイター中継延長により30分繰り下げて放送された |
| 秋の特別編                                  | 1994年10月10日（月）                 | 21:00-22:50                    | 3                | |
| 冬の特別編                                  | 1995年1月4日（水）                   | 21:00-22:54                    | 5                | |
| 春の特別編                                  | 1995年4月3日（月）                   | 21:00-22:54                    | 5                | |
| 秋の特別編                                  | 1995年10月4日（水）                  | 21:03-23:08                    | 5                | |
| 冬の特別編                                  | 1996年1月4日（木）                   | 21:00-23:18                    | 5                | |
| 春の特別編                                  | 1996年3月25日（月）                  | 21:00-22:24                    | 3                | |
| 秋の特別編                                  | 1996年10月2日（水）                  | 21:00-23:18                    | 5                | |
| 聖夜の特別編                                | 1996年12月24日（火）                 | 21:00-23:24                    | 5                | 当番組史上初のクリスマス特別編 |
| 春の特別編                                  | 1997年3月31日（月）                  | 21:30-23:24                    | 5                | この回以降、特別編が春と秋のみに固定される |
| 秋の特別編                                  | 1997年10月6日（月）                  | 21:30-23:25                    | 5                | |
| 春の特別編                                  | 1998年4月8日（水）                   | 21:00-23:08                    | 5                | |
| 秋の特別編                                  | 1998年9月25日（金）                  | 21:00-23:02                    | 5                | 金曜エンタテイメント枠 |
| 春の特別編                                  | 1999年3月31日（水）                  | 21:30-23:38                    | 5                | |
| 秋の特別編                                  | 1999年9月27日（月）                  | 21:00-23:18                    | 5                | |
| 春の特別編                                  | 2000年3月27日（月）                  | 21:00-22:54                    | 5                | |
| 秋の特別編                                  | 2000年10月4日（水）                  | 21:30-23:55                    | 5                | |
| 映画の特別編                                | 2000年11月3日（金・祝） 劇場公開     |                                | 4                | |
| SMAPの特別編                                | 2001年1月1日（月・祝）               | 21:00-23:30                    | 5                | 21世紀初日の夜に放送。SMAPのメンバー5人全員が『奇妙な物語』の主人公として出演した |
| 春の特別編                                  | 2001年4月5日（木）                   | 21:00-23:24                    | 5                | |
| 秋の特別編                                  | 2001年10月4日（木）                  | 21:00-21:46 23:11-24:50        | 5                | 野球中継のため中断あり。 |
| 秋の特別編                                  | 2001年12月30日（日）                 |                                | 5                | 再放送 |
| 春の特別編                                  | 2002年3月27日（水）                  | 21:00-22:52                    | 5                | |
| 秋の特別編                                  | 2002年10月3日（木）                  | 21:00-23:24                    | 5                | |
| 春の特別編                                  | 2003年3月24日（月）                  | 21:00-22:54                    | 5                | |
| 映画の特別編                                | 2003年7月12日（土）                  | 21:00-23:24                    | 5                | テレビ放送。ゴールデンシアター枠 |
| 秋の特別編                                  | 2003年9月18日（木）                  | 21:00-22:50                    | 5                | 『秋の特別編』としては一番早い放送日 |
| 春の特別編                                  | 2004年3月29日（月）                  | 21:00-22:48                    | 5                | |
| 秋の特別編                                  | 2004年9月20日（月）                  | 21:00-23:08                    | 5                | |
| 春の特別編                                  | 2005年4月12日（火）                  | 21:30-23:48                    | 5                | 当初の21:00-23:18の予定から、ナイター中継延長により30分繰り下げて放送された |
| 秋の特別編                                  | 2005年10月4日（火）                  | 21:30-23:30                    | 5                | |
| 15周年の特別編                              | 2006年3月28日（火）                  | 21:00-23:24                    | 5                | 15周年企画として、レギュラー開始初期の番組冒頭に放送されていた1話1分前後の超短編「アバンストーリー」（レギュラー時は15秒）を10本放送した。 |
| 秋の特別編                                  | 2006年10月2日（月）                  | 21:00-23:18                    | 5                | 前回の「15周年の特別編」に引き続き、本編中に新作・リメイクを含めた「アバンストーリー」が4本放送された |
| 春の特別編                                  | 2007年3月26日（月）                  | 21:00-23:18                    | 5                | |
| 秋の特別編                                  | 2007年10月2日（火）                  | 21:00-23:24                    | 5                | |
| 春の特別編                                  | 2008年4月2日（水）                   | 21:00-23:24                    | 5                | |
| SMAPの特別編（再放送）                      | 2008年4月28日（月）                  | 21:00-23:33                    | 5                | 再放送。ドラマレジェンドスペシャルとして放送。 全国ネットでの再放送はシリーズ初。 |
| 秋の特別編                                  | 2008年9月23日（火・祝）              | 21:00-23:18                    | 5                | |
| ラジオの特別編                              | 2009年3月29日（日）                  | 21:00-21:30                    | 3                | 文化放送で番組史上初のラジオドラマを放送した（単発枠「ザ・ステージ」）。 |
| 春の特別編                                  | 2009年3月30日（月）                  | 21:00-23:18                    | 5                | |
| 秋の特別編                                  | 2009年10月5日（月）                  | 21:00-23:18                    | 5                | |
| 20周年スペシャル・春 〜人気番組競演編〜     | 2010年4月4日（日）                   | 21:00-23:09                    | 5                | 『世にも奇妙な物語』20周年を記念してフジテレビで当時放送されていた5番組とコラボレーションした物語を放送。史上初の日曜日に放送 |
| 20周年スペシャル・秋 〜人気作家競演編〜     | 2010年10月4日（月）                  | 21:00-23:18                    | 5                | 前回と同じコラボレーション特別編。日本を代表する5人の作家（京極夏彦、東野圭吾、宮部みゆきなど）とコラボした5つの物語を放送した |
| 21世紀 21年目の特別編                       | 2011年5月14日（土）                  | 21:00-23:10                    | 5                | この回より土曜プレミアム枠で放送。当初は4月に「'11春の特別編」として放送予定だったが東日本大震災の影響によりタイトル変更後、この日に延期した。また『春の特別編』及び当番組史上初の5月に特別編が放送された |
| 秋の特別編                                  | 2011年11月26日（土）                 | 21:00-23:10                    | 5                | 『春の特別編』の遅れにより『秋の特別編』も放送日が例年より約2か月遅れたこの日に放送。番組史上初の11月に特別編が放送される |
| 春の特別編                                  | 2012年4月21日（土）                  | 21:00-23:10                    | 5                | 4月の『春の特別編』としては4年ぶりの放送。この回は物語の最後に表示されるロゴ（世にも奇妙な物語）がCM入り・明けのたびに表示されていた |
| 秋の特別編                                  | 2012年10月6日（土）                  | 21:00-23:10                    | 5                | 10月の『秋の特別編』としては5年ぶりの放送 |
| 春の特別編                                  | 2013年5月11日（土）                  | 21:00-23:10                    | 5                | |
| 秋の特別編                                  | 2013年10月12日（土）                 | 21:00-23:10                    | 5                | |
| 春の特別編                                  | 2014年4月5日（土）                   | 21:00-23:10                    | 5                | |
| 秋の特別編                                  | 2014年10月18日（土）                 | 21:00-23:10                    | 5                | |
| 25周年スペシャル・春 〜人気マンガ家競演編〜 | 2015年4月11日（土）                  | 21:00-23:10                    | 5                | 『世にも奇妙な物語』25周年を記念した「20周年スペシャル」以来のコラボレーション企画第3弾。日本を代表する5人の漫画家（永井豪、尾田栄一郎など）とコラボした5つの物語が放送された |
| 25周年記念! 秋の2週連続SP 〜傑作復活編〜    | 2015年11月21日（土）                 | 21:00-23:20                    | 5                | 25周年を記念してリメイク企画を実施、番組オフィシャルサイトで行われた投票結果の上位5作品をリメイクした。 また、同日の深夜から2016年3月16日深夜までCS放送のフジテレビTWOにて「25周年記念 蔵出し一挙放送」と銘打ち1年通して過去のレギュラー回を14:9のレターボックス仕様にハイビジョン放送対応に「超解像版」として制作会社別に放送されていた(中には地上波放送で20年以上再放送されていない希有な作品も含まれていた)。また、「傑作復活編」の放送前には『あなたが選ぶ30選』として一部の作品が含まれた放送回（「美女缶」が含まれた『'05春の特別編』など）が再放送された。 |
| 25周年記念! 秋の2週連続SP 〜映画監督編〜    | 2015年11月28日（土）                 | 21:00-23:20                    | 5                | 前々回の「25周年・春」に続くコラボレーション企画第4弾。日本を代表する5人の映画監督（中田秀夫、本広克行など）とコラボした5つの物語が放送された。また、前回（傑作復活編）を含めての2週連続の特別編・「土曜プレミアム」枠での拡大放送は初になる。『世にも奇妙な物語』累計話数が500話に到達した |
| 春の特別編                                  | 2016年5月28日（土）                  | 21:00-23:10                    | 4                | この回よりしばらく4話構成で放送される |
| 秋の特別編                                  | 2016年10月8日（土）                  | 21:00-23:10                    | 4                | |
| 春の特別編                                  | 2017年4月29日（土）                  | 21:00-23:10                    | 4                | |
| 深夜の特別編                                | 2017年10月9日（月） - 10月13日（金） | 放送日によって開始時間が異なる | 1                | 当番組史上初となる深夜枠での帯ドラマ |
| 秋の特別編                                  | 2017年10月14日（土）                 | 21:00-23:10                    | 4                | |
| 春の特別編                                  | 2018年5月12日（土）                  | 21:00-23:10                    | 4                | |
| 秋の特別編                                  | 2018年11月10日（土）                 | 21:00-23:10                    | 5                | 2015年以来3年振りとなる5話構成で放送されたが、その中の1編「マスマティックな夕暮れ」（主演・玉城ティナ）は前・後編構成で放送された |
| 雨の特別編                                  | 2019年6月8日（土）                   | 21:00-23:10                    | 5                | 番組史上初6月に特別編を放送。1991年に放送予定だった『雨の特別編』と同名ではあるが全く趣向が異なり、内容も全編ホラー要素を無くしたハートウォーミング系の作品が放送された |
| 秋の特別編                                  | 2019年11月9日（土）                  | 21:00-23:10                    | 5                | |
| 夏の特別編                                  | 2020年7月11日（土）                  | 21:00-23:10                    | 4                | 当初は同年5月23日（土）に「20'春の特別編」として放送予定だったが、新型コロナウイルス感染症の蔓延による撮影スケジュールの遅延があったため、「'94 七夕の特別編」以来26年ぶりの7月に放送日が変更、タイトルも現タイトルへ変更された。 |
| 秋の特別編                                  | 2020年11月14日（土）                 | 21:00-23:10                    | 4                | |
| 夏の特別編                                  | 2021年6月26日（土）                  | 21:00-23:10                    | 4                | |
| 秋の特別編                                  | 2021年11月6日（土）                  | 21:00-23:10                    | 4                | |
| 夏の特別編                                  | 2022年6月18日（土）                  | 21:00-23:10                    | 4                | |
| 秋の特別編                                  | 2022年11月12日（土）                 | 21:00-23:10                    | 4                | |
| 夏の特別編                                  | 2023年6月17日（土）                  | 21:00-23:10                    | 4                | |
| 秋の特別編                                  | 2023年11月11日（土）                 | 21:00-23:10                    | 4                | |
| 夏の特別編                                  | 2024年6月8日（土）                   | 21:00-23:10                    | 4                | |
| 冬の特別編                                  | 2024年12月14日（土）                 | 21:00-23:10                    | 4                | |
| 35周年SP～伝説の名作 一夜限りの復活編～     | 2025年5月31日（土）                  | 21:00-23:10                    | 5                | |

放送状況
レギュラー放送が終了してからは、番組改編期の特別番組として放送されている（おおむね、春・秋の年2回）
旧作が『傑作選』などとして、フジネットワーク系列の各放送局で今なお不定期で再放送されている（IBC岩手放送・信越放送（いずれもTBS系列）、tvk、チバテレ（JAITS）など、他系列放送局で放送されたこともある）。
2006年「秋の特別編」以降は春・秋の特別編放送1週間前から平日午後の再放送枠内で特別編も含めた過去の名作が順不同で放送されている（2018年現在は放送当日の土曜日の昼間に放送）。基本的に10年ほど前までの作品が放送されるが、2014年10月17日（金）には20年以上の前の傑作である「ズンドコベロンチョ」が放送。また、2014年10月18日（土）2:20 - 4:20（10月17日（金）深夜）にはフジバラナイト<FRI>枠にて「真夜中の特別編」として、歴代の作品の中で屈指の人気と「怖さ」を持ち合わせた作品群、「死ぬほど好き」「懲役30日」「おばあちゃん」「三人死ぬ」「サブリミナル」が放送された。
2004年に、韓国のSBSが版権を購入し「ミッドナイトDJ」など4話が特別番組としてリメイクされた。正式編成の予定もあったが、視聴率の問題から見送られたらしい。
2009年8月から2011年1月まで、フジテレビTWOで毎月1回、過去の特別編の放送が始まった。2010年からは前回放映分のリピート放送が開始された。
「韓国リメイク版」が放送されて10年後の2014年8月には本放送局のフジテレビ・中国のネット配信会社の共同制作の『公式』リメイク版「不可思議的夏天（邦題・不思議な夏）」のタイトルでネットドラマが作られた（ストーリーテラーは中国版『イタズラなKiss』で主演を務め、中国で人気の日本人俳優古川雄輝が務め、さらにはこのドラマの1話の主演も務める。放送回数は15話。2014年までは中国国内のみで配信されていたが、2015年7月からはフジテレビオンデマンドにて日本での配信（日本語吹替版）が開始された）。
2023年度以降、フジテレビ制作のテレビ番組の制作クレジットには開局65周年仕様のものが使用されているが本番組のみ従来の目玉マークの使用を継続している。

## 幻の最終回
1991年12月26日放送回
1991年12月26日放送回の「'91冬の特別編」をもって放送終了する予定だったため、1991年12月26日付けの新聞のテレビ欄にも番組タイトル名の後ろに「最終回」を示す[終]マークが付いていた。しかし、後番組の『大人は判ってくれない』放送前に急遽、第3期の放送が決定したため、1992年4月9日放送回の『'92春の特別編』から再開された（第3期）。また、1991年12月26日の付けの新聞とは逆に、1992年4月9日付けの新聞のテレビ欄にはタイトルの前に「新番組」を示す[新]マークが付いていた。

## 特別編
現在、春と秋の改編時期に放送が行われている『世にも奇妙な物語 春・秋の特別編』が始まったのは、1990年10月4日放送回の「'90秋の特別編」からである。
レギュラー放送（第1シリーズから第3シリーズ）時代は、この番組の前時間に放送されていた同局のクイズ番組「クイズ!年の差なんて」を休止させる形で19:00 - 20:54（JST）の今の時間帯より少し早い時間帯に放送されていた。また、この当時は現在のような21：00から始まる回が少なく、放送時間が2時間半の「特別編」もあまりなかった。そして、「レギュラー放送」終了から10か月後の1993年7月30日放送回の「'93真夏の特別編」から現在の21:00スタートに放送時間が固定された。しかしながら、稀に「特別編」の放送時間が90分（「'94七夕」「'94秋」「'96春」）や少し遅い時間に開始する回もある（ただし、ナイター中継延長時を除く）。
2011年度の放送は東日本大震災による影響での遅延や平日のゴールデンタイムでの放送が難しく、2012年度以降は『土曜プレミアム』枠内での放送が主となり、改編期（3月下旬から4月上旬、9月下旬から10月上旬）から外れた時期の放送となった。
現在の放送時間は21:00 - 23:24（JST）、21:00 - 23:18（JST）、21:00 - 23:08（JST）、21:00 - 22:54（JST）、21:00 - 23:10（JST）などと、さまざまである。
初期では主に木曜日のゴールデンタイム（プライムタイム）で放送されていたが、「'93真夏の特別編」放送以降は2010年度まで曜日不定期のゴールデンタイムで放送されている。また、「春の特別編」「秋の特別編」の放送時期が早まるとき（2003年9月18日放送回）や遅まるときもある（2013年5月11日放送回）。1991年は1月と12月に話数は違うが同じタイトルの「'91冬の特別編」で放送、また1992年10月4日には本来「秋の特別編」を放送する予定であったが、ナイター中継が編成されており、この回のみ「雨傘番組」扱いとなった。その代替としてレギュラー回すべての再放送を終えた後の1992年12月30日に本来放送予定であった「'92秋の特別編」の5話に1話追加された「'91冬の特別編」以来の6話構成の「'92冬の特別編」が放送された。

## 特別な放送回
一風変わった放送回が存在する。

### 1990年代
1990年5月17日放送回
「ストーリーテラー」と「ガラモン・ソング」の曲の速度がいつもより遅い。この回と1991年1月17日放送回は横浜市の放送ライブラリーに収蔵されており、地方局やCS放送で再放送されることが多い回でもある。
1990年7月26日放送回
「ストーリーテラー」とエンディングの「ガラモン・ソング」が流れず、エンドロールにロック調の音楽（ピンクフロイド）が流れた。
1990年8月23日放送回
放送された3話すべて（「屋上風景」「坂道の女」「だれかに似た人」）が阿刀田高の原作であり、監督も3話共通して土井茂である。
1990年8月30日放送回
同年7月に起きたタモリ所有のヨットでの事故（ヨットに乗る際に支柱に頭をぶつけて裂傷を負う事故）により、今までのセンター分けの髪型から現在のオールバックに変更した。なお、当回と同年9月13日放送回までは額に絆創膏を貼って収録していた。
1991年6月13日放送回
放送予定だったプロ野球中継が中止となり、次週放送予定の第2シリーズ#8（「ともだち」「心霊写真」「ベビーシッター」）が繰り上げで放送。
1991年9月12日放送予定回
西武対日本ハム戦の雨傘番組として前述の「雨の特別編」を放送予定だったが、中止にならなかったために「お蔵入り」となった。
1991年12月26日放送回（'91冬の特別編）
第2シリーズの最終回。この回をもって『世にも奇妙な物語』は終了する予定であった（前述）。そのため、この回のエンディングではタモリが指揮をとるオーケストラ盤の『ガラモン・ソング』が流れた。
1992年9月17日放送回
第3シリーズの最終回。当時の『笑っていいとも!』のスタッフが制作し、当時の「いいとも!」レギュラー（片岡鶴太郎・笑福亭鶴瓶・明石家さんま他）が出演。
1992年12月7日放送回
第3シリーズの未放送回であり、関東地方と一部地方局のみ放送された。「被害者の顔」（主演・世良公則）「蟹缶」（主演・高田純次、演出・岩井俊二）「サムライが斬る!」（主演・河合美智子）の3話が放送された。
1996年3月25日放送回（'96春の特別編）
通常のプロローグでは主にストーリーテラーのみが出演して話の概要を語るが、この回のみ番組史上初めて全話の主人公たちとストーリーテラーがプロローグに出演した。
1996年12月24日放送回（'96「聖夜の特別編」）
史上初のクリスマス特別編。この日にちなみ、物語の題材がすべて「クリスマスに起きた出来事」で統一されていることと、EDが通常回と異なり「歓びの歌」がEDテーマに使用されている。

### 2000年代
2000年3月27日・10月4日放送回
10周年を迎えた記念すべき年で、3月に放送された「春の特別編」ではOPで「10th Anniversary」のテロップが流れ、EDでは『映画の特別編』の制作が発表。そして、10月放送の「秋の特別編」ではこの回での第5話「さとるの化物」の最初に映画版「雪山」にリンクする場面があり（主人公が悲惨な目に遭うことを予言される）、またエピローグでは『映画の特別編』の予告が流れた。
2001年1月1日放送回（SMAPの特別編）
SMAPのメンバー全員が「奇妙な物語」の主人公を務めるというかなり珍しい回であり、21世紀の『奇妙な世界』の幕開けを飾った。また、キャストが全員男性というのも初である。
2001年10月4日放送回（'01秋の特別編）
5話に出演する主人公がすべて女性という番組史上異例のラインナップとなったが、後述の「野球中継割り込み事件」が起きた回でもある。
2003年7月12日放送回
2000年11月に公開された『映画の特別編』が、当時放送されていた「ゴールデンシアター（現・土曜プレミアム）」枠で放送されたため、初めて「土曜日」の放送となった（ただし本編は一部カットされている）。
2006年3月28日放送回（15周年の特別編）
「15周年の特別編」と題し、16周年を目前に放送された。5編の物語とともに放送初期に行われていた「アバンストーリー」を「超短編」として復活。「リメイク」と「オリジナル」を組み合わせた10編の物語を加えた15編の「奇妙な物語」を放送。また、原作者が1人もいない回でもある。

### 2010年代
2010年4月4日放送回（20周年スペシャル・春 〜人気番組競演編〜）
史上初の日曜日に「20周年記念スペシャル」第1弾と題し、フジテレビの代表番組（『めざましテレビ』『はねるのトびら』『爆笑レッドカーペット』『ちびまる子ちゃん』『わが家の歴史』）とのコラボによる5つの「物語」が放送された。
2010年10月4日放送回（20周年スペシャル・秋 〜人気作家競演編〜）
4月4日の第1弾に続いて「20周年記念スペシャル」第2弾と題し、“人気作家×超豪華キャスト”による夢の競演編。日本を代表する5人の人気作家（京極夏彦・万城目学・朱川湊人・東野圭吾・宮部みゆき）の作品に、日本を代表する豪華俳優・女優陣が掛け合わる企画を放送。「20周年記念特別企画」のフィナーレを飾った。
2011年5月14日放送回
「21世紀 21年目の特別編」と題し、東日本大震災の影響で延期されていた「春の特別編」を放送。「土曜プレミアム」枠で初めての放送であり、ドラマが土曜日に放送されるのも初めてのことである。
2011年11月26日放送回（'11秋の特別編）
上記の通り、東日本大震災による撮影・放送スケジュールの変更により、本来9月下旬から10月上旬に放送される『秋の特別編』が通常より1か月遅れて放送。『秋の特別編』と冠したタイトルでの遅延は初めてである。
2012年4月21日放送回（'12春の特別編）
レギュラー放送時代から、物語の最後に必ずタイトルロゴが挿入されて終了するが、この回のみ物語の冒頭・CM入り・明けにもロゴが挿入されていた（DVDでもカットされなかった）。
2013年5月11日放送回（'13春の特別編）
本来であれば、3月下旬から4月上旬に放送される『春の特別編』が史上初の5月の放送。理由は不明だが、『春の特別編』と冠したタイトルでは初めての遅延である。また、この回では全員キャストが初登場回でもある。
2014年4月5日放送回（'14春の特別編）
通常は物語の前後にストーリーテラー部分が挿入されるが、この回の第4話「ラスト・シネマ」のみテラー部分が無く放送された。
2014年10月18日放送回（'14秋の特別編）
25年目を目前に放送されたこの回は、2006年以来8年ぶりの「超短編」5編が放送（2010年10月の「20周年・秋」にも放送されたが、これは開始前の「アバンストーリー」として放送。タイトルにも「超短編含む」のサブタイトルが付け加えられた。
2015年4月11日放送回（25周年スペシャル・春 〜人気マンガ家競演編〜）
25周年を迎えた2015年春は2010年10月以来の「コラボレーション企画」の第3弾と題して、日本を代表するマンガ家（永井豪・伊藤潤二・尾田栄一郎(原案)・楳図かずお・石川雅之）と2014年でアニメ放送15周年を迎えた『ONE PIECE』とのコラボ作品を含めた5編が放送された。
2015年11月21日放送回（25周年記念! 秋の2週連続スペシャル 〜傑作復活編〜）
同年春に開始25周年を迎えた『世にも奇妙な物語「秋の特別編」は「秋の2週連続スペシャル」として初の2週連続で放送。第1週は過去に放送された『奇妙な物語』の中で視聴者からの人気投票による結果で30位以内にランクインした作品の中から、これまで携わってきた演出家たちがリメイク作品候補を選出した物語が放送された。
選出されたのは、投票1位が「イマキヨさん」（主演：野村周平／2006年3月28日放送・松本潤主演）、4位が「昨日公園」（主演：有村架純／2006年10月2日放送・堂本光一主演）、6位が「ズンドコベロンチョ」（主演：藤木直人／1991年4月18日放送・草刈正雄主演）、26位が「思い出を売る男」（主演：木梨憲武／1994年10月10日放送・小堺一機主演）、27位が「ハイヌーン」（主演：和田アキ子／1992年6月11日放送・玉置浩二主演）の5作品。また、この回のエンディングでは放送前まで行われていたYahoo!とのコラボ作品『ががばば』（女子高生版）の後日談が放送された（放送後『ががばば』の新バージョンが公開された）
2015年11月28日放送回（25周年記念 〜映画監督編〜）
『秋の2週連続スペシャル』第2週は日本を代表する映画監督5名（山崎貴・本広克行・佐藤嗣麻子・中田秀夫・清水崇）とその監督から指名された役者による「コラボレーション企画」として5本の新作が放送された。また、この回の1話である「事故物件」で『奇妙な物語』の500本目の作品となった。
ラインナップは、「バツ」（監督：山崎貴、主演：阿部サダヲ）、「幸せを運ぶ眼鏡」（監督：本広克行、主演：妻夫木聡）、「箱」（監督：佐藤嗣麻子、主演：竹内結子）、「事故物件」（監督：中田秀夫、主演：中谷美紀）、「嘘が生まれた日」（監督：清水崇、主演：満島真之介）。
上記の2回は放送時間を10分延長して放送。
2016年5月28日放送回（'16春の特別編）
史上初の「春の特別編」として最遅の放送回（以前は上記の2013年5月11日放送が最遅）、またテレビシリーズの特別編で通常は3話から最大が6話で（'91冬と'92冬）あるが、今回は初の4話構成（劇場版は4話で構成されていた）でテラー部分もシームレスで前物語の終わりから次物語の冒頭に繋がる構成になっている。さらにはエンディングでは『特別映像』と題し、エンドロール中に全編の《つながり》を表す物語を流していた。
2019年6月8日放送回（'19雨の特別編）
元号が平成から令和に切り替わって初めての放送回。2010年代の放送においてストーリーテラーパートにゲストが出演し、かつ物語の一部となったのは初めてある。そのため、エンディング終盤において、今回放映された主人公の顔写真の一覧の中にストーリーテラーパートに登場した男性（演：佐藤二朗）が加わっている。これまでの放送では、ホラー系やブラック系などのジャンルが最低1作品は放映リストに加えられていたが、今回のドラマパートにはギャグ系や感動系のドラマがリストアップされ、ストーリーテラー部分にホラー系要素が加えられた。
また、「雨の特別編」としては、過去にストーリーテラーが本を朗読するといった内容の放送が未放送のままであったが、今回の放送によって、番組史上初めての「雨の特別編」が放送された。

### 2020年代
2020年7月11日放送回（'20夏の特別編）
2019年から世界中でパンデミックを引き起こした新型コロナウイルスの影響により、従来放送される「春の特別編」が7月の放送となった。放映予定分については制作が進められていたため、この回のエンドクレジットでは「'20秋の特別編」の予告編が公開された(エンドロールもこの回より従来の下から上へ流れる縦型から右から左へ流れていく横型へ変更)。2010年代後半同様、全4話で構成され、ストーリーテラーパートは前半2話、後半2話ずつ、リレー形式で行われた。それぞれのストーリーテラーを仲介するものとして、『しみ』と『3つの願い』では短冊を、『燃えない親父』と『配信者』ではゴミ箱とニコニコ動画のチャット機能を模した誹謗中傷のテロップ（炎上を目的としたコメント）を用い、それぞれのストーリーを紹介した。またエンドロール後はストーリーテラーから「では、30年目の秋にお会いしましょう」のセリフで締めくくった。
2020年11月14日放送回（'20秋の特別編）
前回の「'20夏の特別編」と同時に制作が進行しているため、テラーパートの舞台は同じ場所で行われた。前回とは異なり、物語中に次の物語の「キーアイテム」「キーワード」がリンクする演出になっていた（『コインランドリー」』における"言葉"が次の物語の『タテモトマサコ』に繋がるなど）。また、夏に出演した広瀬アリスの妹広瀬すずが秋に出演して姉妹それぞれ主演を務めた。
2021年6月26日放送回（'21夏の特別編）
2020年同様「春の特別編」を「夏の特別編」と変更し、時期も6月放送に固定される。また、制作も前年度同様「'21秋の特別編」と同時に行われ、エンドクレジットでは予告編が流された。今回は本編出演者の他に声優の梶裕貴、YouTuberのもこう、パチスロライターの木村拓魚がそれぞれ出演。放送前にはFischer'sとコラボしたPR動画も制作された。
2021年11月6日放送回（'21秋の特別編）
「'21夏の特別編」と並行して制作された今回。物語の1話『ふっかつのじゅもん』は同年に発売35周年を迎えたロールプレイングゲーム『ドラゴンクエスト』との公式コラボ作品で劇中のキーアイテムとして登場するほか「ふっかつのじゅもん」がメインの展開にもなり、直後のテラーパートでもそれに似せたテラーパートとなる。また、前回同様にゲスト出演者としてシンガーソングライターのオーイシマサヨシが出演した

## 視聴率
深夜時代から人気を獲得し続けた結果、1990年4月19日に木曜日20時台のゴールデンタイムに昇格。ゴールデンタイムの第1回の放送は14.3%（ビデオリサーチ、関東地区調べ。特記なき場合は以下同様）と当時としてはまずまずの結果であったが、第2回では11.6%と前回と比べて大きく下回ってしまう。だが、番組の人気は上がっていき第1シリーズの最終回直前には視聴率21.3%を記録した。
翌年、第2シリーズがスタートしたが番組の人気が衰えることはなく、初回1991年冬の特別編の2時間スペシャルでは20.9%を記録し、その後も20%前後の高視聴率を獲得し続けて、時間帯のトップに躍り出た。湾岸戦争開戦日の1991年1月17日には、多くの局が報道特番を流す中で、フジテレビは20時で特番を打ち切り通常番組として本作を放送し、当時番組史上最高の24.3%を記録した。
1991年3月21日の「真夜中」「鏡」「ど忘れ」の回では番組歴代最高視聴率の25.7%を記録。なお次点では1991年6月6日放送の「シンデレラ」「夢」「秘密の花園」の回で視聴率25.2%であるが、その際、関西地区では29%を記録した。
第2シリーズが終了し、1992年に第3シリーズがスタートしたがその頃から20%台を超すことは少なくなり、視聴率も徐々に低下していった。それでも1992年9月時点で平均視聴率15%以上は維持していたもののレギュラー番組でやっていくのは困難となりレギュラー放送を終了。番組改編期のみの放送となった。
特番シリーズになり再び番組の人気は上っていき、時には20%を超す回も少なくはなかった。2016年現在でも同世帯1位または2位をキープし、人気長寿番組の地位を確立している。

### レギュラー時代
- 初回視聴率：14.3%（1990年4月19日放送「恐怖の手触り」「噂のマキオ」「楊貴妃の双六」）
- 最高視聴率：25.3%（1991年3月21日放送「真夜中」「鏡」「ど忘れ」）
- 最低視聴率：11.0%（1990年7月12日放送「半分こ」「くせ」「死ぬほど好き」）
  - 関東のみに放送された特別な回を含めると1992年12月7日放送の7.7%が最低視聴率
- 最終回視聴率
  - 第1シリーズ：18.9%（1990年10月4日放送 90年秋の特別編「絶対イヤ！」 - 「幸福の選択」）
  - 第2シリーズ：18.3%（1991年12月26日放送 91冬の特別編「王将」 - 「ハッピーバースデー・ツー・マイホーム」）
  - 第3シリーズ：17.2%（1992年12月30日放送 92冬の特別編「妄想特急」 - 「サブリミナル」）
- 平均視聴率
  - 第1シリーズ：16.1%
  - 第2シリーズ：22.1%
  - 第3シリーズ：16.1%

### 特番時代
- 最高視聴率：23.2%（1995年4月3日放送 '95春の特別編「指環」 - 「地図にない町」）
- 最低視聴率：5.2%（2024年12月14日放送「City Lives」 - 「フリー」）[7]
- 平均視聴率：14.99%（1993年7月『真夏の特別編』から2023年11月『秋の特別編』 現在）
  - 2024年『冬の特別編』視聴率：5.2%（2024年12月14日放送「City Lives」 - 「フリー」）[7]

## 監督

### 監督の変遷
当番組のような、オムニバステレビドラマ物のドラマにはチーフディレクター（総監督）なるものは存在せず、その作品の監督独自の世界観を有する。だが参加する監督の中には複数回メガホンをとる者がおり、「世にも-」が代表作の一つとなっている監督もいる。ここでは歴代の監督たちの動向を振り返る。
1990年4月19日 - 1992年12月7日
- レギュラー放送として木曜日の夜8時に放送していた時である。
- 初回（共同テレビ制作）の演出は鈴木雅之（現：フジテレビ役員待遇第1制作センターGD、旧：ドラマ制作部）、星護、小椋久雄の三人であった。
- 長年番組に携わっていた石原隆曰く「星護さん（の作品で印象に残っているの）は『噂のマキオ（第1シリーズ第1回）』。彼はギミックが効いてるロジカルな話がうまい。鈴木雅之さんは、『代打はヒットを打ったか?』。彼は『奇妙』にコメディを持ち込んだ最高峰。落合（正幸）さんは『リフレイン』。人間に気持ちが乗っていくホラーが得意なひと。小椋さんは『帰れない』。『奇妙』にヒューマンドラマを持ち込んだ」と映画の特別編も監督したこの四人をエポックメイキングになった作品を基に評価している。
- その後、連続ドラマでは星田良子・河野圭太など共同テレビの演出陣に加え前述の各制作会社が切磋琢磨し、久世光彦・小林俊一・田中秀夫などのベテランや飯田譲治・堤幸彦・雨宮慶太などすでに劇場映画・テレビドラマで活躍していた監督に加えて岩井俊二・河崎実・本広克行など若手の監督も積極的に登用していた。
- 「ホーム・ドラマ」を監督した辻野正人は、それまでにっかつで助監督として本番組に参加していたが、以前石原が担当していた東映不思議コメディーシリーズで監督・助監督を務めていた縁から監督に起用された[8]。

1992年12月30日 - 2003年9月18日
- 放送が単発のみになり、共同テレビ以外の制作会社のスタッフが参加するのは一部作品のみとなった。
- ここからバラエティ番組などで活躍するディレクター（片岡K・李闘志男・杉本達）などが演出陣に加わり、さらに2001年元日「SMAPの特別編」の石井克人・佐藤嗣麻子、同年「秋の特別編」の中島哲也といった映画監督、2002年「春の特別編」のCMディレクター山内健司など外部で活躍する人材も起用した。
- 落合正幸は、監督作品に脚本も書くようになりそれはその後の脚本家としての仕事としての足掛かりにもなる。落合が共同テレビを2003年に退社し、同時期に若手演出家が参加するようになり、番組の内容性が少しずつ変化していくようになっていった。
- そして、ほぼ毎回参加していた落合の代わりに、この番組がドラマ初監督の植田泰史が監督作品数を増やしていく。植田を始め、演出補として参加していた村上正典・都築淳一・高丸雅隆のほか、ドキュメンタリーを手がける松木創、「リーガル・ハイ」の石川淳一、「アンフェア」の小林義則など今やフジテレビ系ドラマに欠かせない演出陣を加えて現在に至る。
- 2004年には君塚良一が人生初のドラマ演出を脚本兼任で成し遂げた。

### 主な常連監督
落合正幸（1990年 - 2003年、2012年）
- 様々な監督が撮ってきた番組の中で歴代36作品を演出してきたのが落合正幸である。主にホラー系を作ることが多く、世にも奇妙な物語を代表するホラーの名手ともよばれ高い評価を得ている。
- 彼が恐怖系作品を作る時は、人々が潜在的に不安を抱いていることをエンターテインメントのフィクション空間（奇妙な世界）に投入することを得意とすることで、大衆が気付いてはいないが、実は心の中に持っている不安や恐怖を、一歩先回りしてホラーの題材にしている。
- 1990年から数年間は主に君塚良一とのコンビで作品を制作していた。君塚とは「王道じゃなくて、ひねったやつをやろう」という合意があり、「自主映画を作るようにやってた」と後に回想している。
- ホラー専門の演出家と思われがちであるが自ら脚本も手掛けた「時の女神」や「最期の瞬間」のような感動作品の評価も高い。しかし、2000年放送の「心臓の想い出」、2001年放送の「おばあちゃん」はそれを逆手に取った手法を取っている。
- 共同テレビを退社した2003年放送の「影が重なる時」を最後に番組からは離れていったが、2012年秋の特別編の「ヘイトウイルス」で9年ぶりに演出しファンの話題を呼んだ。

星護（1990年 - 現在）
- 星護の演出の大半が世にも奇妙な物語のイメージに、僭越的なユニークな映像が繰り広げられているという印象を付けたといっても過言ではない。
- 一般的な演出家がリアリティさをどれだけ出すことの工夫を凝らしているが、星は反対にリアリティのない映像を求む。人間の生活感がある現実の街並みではなく、どこか別世界であるような廃墟などをロケ地に選ぶ。それは特に脚本を兼任した「望みの夢」「トラウマ」「トカゲのしっぽ」によく表れる。
- 2007年時点で監督数30本と、その演出本数は落合に次いでいる。本編では2007年放送の「ヴァーチャルメモリー」以来関わりがなかったが、2018年放送の「幽霊社員」で11年ぶりに作品に携わることとなった。また、2008年のSMAPの特別編の際の新規ストーリーテラーの演出は星が担当している。

鈴木雅之（1990年 - 現在）
- 第一話である「恐怖の手触り」から番組に携わっている鈴木は、当初ホラードラマの色が強かったこの番組に初めてコメディ要素を取り入れた。
- 彼は独特の世界観を作り出すためデフォルメされた絵作りをする。例えば出演者のアップ画や遠方・多方向からの撮影、TVドラマでは珍しいカメラ目線、場面転換の際のトリッキーな演出など、変わった映像を作り出す。
- 近年では泉昌之原作の三作品（「夜汽車の男」「理想のスキヤキ」「耳かき」）を全て演出した。

小椋久雄（1990年 - 現在）
- 今でも使われている番組の代名詞であるCGを使ったOP・EDは全て小椋久雄をチーフとしてフジテレビスタッフと一緒に作り出したものである。今でこそCGを使ったドラマのタイトルバックは珍しいものではないが1990年当時はかなり斬新な試みだった。
- 若いころ『北の国から』の演出で知られる杉田成道の助監督をしていた経験から、世にも奇妙な物語では非常に多くのリハーサルを重ねて、一度のシーンに20回以上のリテイクを出すことで有名である。
- 2012年現在でもファンから最高傑作との呼び声が高い「懲役30日」などから始まりラストに恐ろしくも感動するも何か含みを持たせるような演出をすることが多い。
- 2003年以降は監督としてではなく、プロデューサーとしての参加がメインとなったが、2015年に共同テレビを退社してからはストーリーテラーの演出を手掛けている。

植田泰史（2002年 - 現在）
- 1990年に一度助監督として参加している植田は2002年放送の「声を聞かせて」で初演出。声だけの篠原みゆき役に当時人気絶頂の声優林原めぐみを起用したことは話題を呼んだ。
- そこから1年も抜けることなく毎年参加し、2012年現在の監督数は15作。さらに、2004年秋の特別編から2009年春の特別編まで10回連続参加という快挙を成し遂げている。
- 「追いかけたい」「イマキヨさん」「殺意取扱説明書」のようにブラックな題材にもコメディ要素や小ネタを入れることが多く、“ピザ小僧”というピザチェーン店は植田作品を代表するものでいくつもの作品に出ている。
- 2018年からは小椋同様、プロデュースを手掛けるようになった。

## 番組構成

### 番組タイトル
番組タイトルのデザインも「奇の字だけ赤くするとカッコいいんじゃないか?」というプロデューサーの一言から決定（「世にも奇妙な物語」）。
各話終了後に右下または左下に「世にも奇妙な物語」が表示される（ただし、第1〜3回と主に第4回放送以降の3本目〈一部の回は除く〉、特別編の一部作品〈主に20分越のストーリー〉、映画は除く）。この文字表記は第4回放送から追加された。TVシリーズではサイズが大きめだったが、近年の特別編ではTVシリーズよりサイズがやや小さくなっている。なお「そして、くりかえす」など一部作品では変則パターンがある。また2012年の『'12春の特別編』・2015年の『25周年記念スペシャル・秋〜映画監督競演編〜』では各話放送終了後の他に、CM明けにも追加されるようになった。また、「無視ゲーム」「サイゴノヒトトキ」のように早めに表示した後にワンシーン・ワンカットを出すパターンもある。
基本は「世にも奇妙な物語」の奇以外は白字（ホワイトバック時は文字枠は黒）だが、以下のように時折作品によって違うデザインの物や位置が異なることがあった（※< >内は当該作品例）。
- 「世にも奇妙な物語」の奇以外の文字が黒文字。<1991年11月7日の回（「未来の思い出」、「ボールペン」）、「シンデレラ」、「髪」、「マニュアル警察」など一部作品。>
- 通常の右下よりも高め（フレーム内の右下）に出る。<「越境」、「これ……見て……」>
- タイトルロゴが右下へインサートする。<「お墓参り」、「三日間だけのエース」>
- タイトル文字が全て赤文字（「世にも奇妙な物語」）。<「似顔絵の女」>
- タイトル文字が全て白文字（「世にも奇妙な物語」）。<1991年7月23日の回（「顔色」、「完全犯罪」）>
- タイトル文字の『奇』の字が黄色（「世にも奇妙な物語」）。<1991年7月2日の回（「水を飲む男」、「ラッキー小泉」）、「黄色が恐い」>
- 変則なタイトル表示として「妙」が赤くなった（「世にも奇妙な物語」）後、画面が暗転し、「奇」の字が赤く「妙」が白くなり、元のデザインに戻るもの<「オトナ受験」>や右下に砂嵐のようにタイトルロゴが出現するタイプ<「心臓の想い出」>もある
- 正方形の枠の中に『世にも奇妙な物語』のロゴが入るデザイン。なおこのパターンは2000年に公開された『映画の特別編』のタイトルデザイン、「映画」公開以降に発売された『小説の特別編』シリーズ、2006年から発売・レンタルされている『世にも奇妙な物語DVD（VHS版の復刻も含む）シリーズ』のパッケージデザインに採用されている。<「受験生」、「赤と黒」（※以上2つは世にも奇妙な物語」の奇以外は黒文字）、「悲鳴」>
- 画面中央にロゴが出る。<「非常識宴会」（目玉の中〈ロゴが魚眼のような形〉）、「サイゴノヒトトキ」（夕日の中）、「夜汽車の男」（真ん中に通る電車の上）、「昨日の君は別の君 明日の私は別の私」（両端）、「ドッキリチューブ」（パソコン画面〈動画〉内でロゴが右から出て画面中央で止まる）>
- 右上にロゴが出る。<「私に似た人」>
- 物語のタイトルが出てきた後にタイトルロゴが出る<「ハッピーバースデー・ツー・マイホーム」「女は死んでいない」「クイズ天国・クイズ地獄[注 33]」>
- タイトルロゴがドット絵になる。<「ふっかつのじゅもん」>

### オープニング構成
- レギュラー放送時代（第1シリーズ - 第3シリーズ）

『世にも奇妙な物語』開始当初は「アバンストーリー」（詳細は後述）と呼ばれる短編が下記のオープニングの前に15秒（内容によっては短いものや長いものが存在する）流れており、視聴者を『奇妙な世界』に引き込む役割を担っていた。オープニングのバージョンが変わった1991年4月以降は冒頭に有名な作家や著書の「名言・格言」を流していた。しかしながら、1992年4月から9月の第3シリーズでは以前に行っていた「アバンストーリー」「名言・格言」は流されなかった。
- 特別編（1990年「秋の特別編」 - 現在）

上記の「レギュラー放送」時代は、レギュラー放送の「最終回（'90秋、'91冬〈12月〉、'92冬）」「初回（'91冬〈1月・番組編成上では「新春ドラマスペシャル」の位置づけ〉、'92春）」として放送。現在の「期首・期末特番」としての放送は1993年の「'93真夏の特別編」からとなる。
「特別編」では今回放送される物語の一部分を「ハイライト」として流したあと、レギュラー時代では「アバンストーリー（'90秋、'92春）」「名言・格言（'91秋、'91冬）」が流れていた。レギュラー放送が終了した後の1993年7月30日放送回「'93真夏の特別編」以降は、ハイライトを流した後にオープニングが流れる構成となっているが、稀にハイライトを省いてそのままオープニングから開始することもある。
また、'93真夏、'94冬・七夕、'95冬と20周年・秋では冒頭にアバンストーリーが流れていた。
1991年4月「'91春」と1992年4月「'92春」ではオープニングの『引き継ぎ』を行っていた。

### オープニング
『世にも奇妙な物語』のオープニングには大きく分けて4つあり、第1期 - 第3期OPまでは一つの「つながり」が存在していた。また、第1期・第2期・第4期OPでは小変更されている箇所もあるためその部分も併記する。
第1期
1990年4月19日（木） - 1991年3月21日（木）
最も有名なオープニング。猫の影が「奇」という字になり、『世にも奇妙な物語』のタイトルが出てきた後、椅子だけを残して部屋が崩れるもの。第2期OPに変更された1991年4月以降から2010年4月4日（日）放送回の「20周年・春」まではエンディングで使われていた（崩れる部屋を「逆再生」して元に戻るというもの）。
- 開始当初の1990年4月19日（木） - 5月17日（木）放送回までは、OPの流れは上記と同じであるが、椅子の影が伸びず、部屋の柱や梁などが別々に崩れ、崩れる際の瓦礫がかなり大きかった。

第2期
1991年4月4日（木/'91春の特別編） - 1991年12月26日（木/'91冬の特別編（12月））、1995年4月3日（月/'95春の特別編）、1998年4月8日（水/'98春の特別編）
館の外観とタモリが出てくるオープニング。雷鳴が轟く中、タモリが視聴者を見た後（なぜか猫の鳴き声がする）館の門をくぐり、玄関前でマントを翻した後に消えると同時に「奇」という字になり（館の外壁には大きく「奇妙」の文字が映っている）、タイトルが出る。直後にアングルが玄関先から階段、館の部屋へ変化していく途中、外壁に猫の影が映り、稲光が点滅してその部屋が光るというもの。
- このOPが使われた当初の1991年4月4日（木/'91春の特別編） - 5月16日（木）放送回までは最初の流れ（タモリが門の前に立ち、門扉が開いたあとにくぐる）は同じだが、タモリが消えた後、先に館の壁に「奇」の文字が映り、『世にも奇妙な物語』のタイトルが出る（第1期同様に「世にも奇妙な物語」の影が映る）。その後、そのまま館の一部屋を映し、稲光が光った後、第1期のOPに繋がるものだった。上記のOPはそれからしばらくした後の1991年5月30日（木）放送回から使用された。

第3期
1992年4月9日（木/'92春の特別編） - 2010年4月4日（日/2010年・20周年スペシャル・春 〜人気番組競演編〜）画角情報は14:9
館の内部とタモリが出てくるオープニング。タモリが館に入ったあと階段を上り、何段か上ったあと鏡を横切るとそこにはなぜか黒猫が映る。その後タモリが燃え、「奇」という字が出てきてタイトルが出る。その後、階段を上り部屋の鍵穴から椅子に座ったタモリが見え、あの黒猫に変化した後、部屋が点滅するもの。レギュラー放送時代から一番長く使われていたOPでもある。
- このOPにより今までのOP（第1期 - 第3期）が繋がっていることが判明した（第2期の館の外観 - 第3期の館の内部から第1期の部屋）なお、HD非対応のため、16:9を見ると、両端に黒枠が入っていた。

第4期
2010年10月4日（月/2010年・20周年スペシャル・秋 〜人気作家競演編〜） - 現在
第1期 - 第3期のシリーズとは全く異なる。多数の黒い蝶が人型にまとまり、羽根の一部に赤い模様がある黒蝶が蝶ネクタイに変化したと同時にタモリが形成される。タモリが光で出来た透明な道を何歩か歩いた後、その道とタモリが消え、形成していた黒い蝶が画面いっぱいに集まりタイトルと「…の特別編」が出てきた後に画面が割れ、破片の上に蝶が重なるとそこに足跡がつくというもの。
- このOPが使用された2010年10月4日（月）放送回の「20周年・秋」ではタモリを「形成」する黒い蝶の数が少なく、また胸から上の部分しか「形成」していなかったが、2011年5月14日（土）放送回の「21世紀 21年目」より上記のOPになった。

備考
- タモリのサングラスは、同局のバラエティ番組でタモリが司会を務める『笑っていいとも!』では1996年3月から黒系サングラスに変えているが（2002年再変更）、本番組では当初から黒系サングラスである。また、タモリの髪形も1990年7月頃まではセンター分けであり、それ以降は現在のオールバックである。
- 1991年4月4日（木）放送回「'91春の特別編」のOPではタモリが視聴者を見て、門をくぐるまでは同じだが、そのまま部屋の窓の前に行き、第1期のOPに繋がる構成になっていた。また、この回では第1期の部屋が「プロローグ」で使われ、タモリ自身が初めて第1期の部屋に入った。
- 第3期が開始した「'92春の特別編」（1992年4月9日（木）放送回）のみ第2期OPから第3期OPに繋がるという構成になっている。
- 「'95春の特別編」（1995年4月3日（月）放送回）と「'98春の特別編」（1998年4月8日（水）放送回）のみ第2期OPが使われている。
- 「20周年スペシャル・春」（2010年4月4日（日）放送回）でのオープニングは今までの「第3期OP」ではあるが、タモリが燃えると同時に画面全体が燃え、「20周年記念ロゴ」が出てきてタモリが黒猫になるという特殊なオープニングだった。
- 「20周年スペシャル・秋」（2010年10月4日（月）放送回）では冒頭で久しぶりに「アバンストーリー」が流れ、続けてこの回から新規OPである第4期OPが流された。
- 上記の第4期OPで「タイトルが出た後に画面が割れる」演出があるが、「'12秋の特別編」以降は放送回によって短縮されている。
- このオープニングの中でビデオに収録されているのは第1期と第3期と第4期のみで、唯一第2期は収録されていない。

### エンディング
- 画角情報は14:9、共同テレビ制作のエンディング映像は、椅子だけを残して部屋が崩れるものが逆再生で部屋が元に戻る[注 46]。なお、HD非対応のため、16:9を見ると、両端に黒枠が入っていた。

- 「'91春の特別編」（1991年4月4日（木）放送回）のみ上記のエンディングではなく第2期のOPの舞台である館の外観と雷光が点滅しているエンディングになっている。
- 「'91冬の特別編」（1991年12月26日（木）放送回）では、タモリが指揮者を務めたオーケストラ盤でエンディングが流れた。
- 「20周年スペシャル・秋」（2010年10月4日（月）放送回）からは前述の黒い蝶がその上を歩いているかのように破片に重なり、足跡がついていき、徐々に蝶のアップが来ると同時に「破片が元に戻り、暗く、稲光」を放つ雲をバックに『奇』の字が浮かぶというエンディングになっている。
- カノックス制作のエンディング映像は、けむりの影が「奇」という字になり、透明から赤色に変わるものと三輪車が映り、エンドロール終了後に頭蓋骨がサドルに乗っているものがある。
- 日活撮影所制作のエンディング映像は、東京都庁ビルが映る。
- テレパック制作のエンディング映像は、スタッフロールが流れる中、ワイプで物語が進行している[注 47]。
- PDS制作のエンディング映像は、かなり怖いスタッフロールになっている[注 48]。
- キティフィルム制作のエンディング映像は、その回に放送された物語の「キーアイテム」や「背景」が流れる（「シンデレラ」の回ではガラスの靴（他2つ）をバックに、「神様」の回では街並み（他2つ）をバックに、「顔色」の回では放送された物語にちなんだ色づけをされた背景[注 49]。

備考
- レギュラー放送時代は、エンディング後の数秒間に提供テロップのバックに第1期の部屋が映り「世にも奇妙な物語」のタイトルが出て終わるというエンディングがあったが、近年は関西テレビやフジテレビTWO、ファミリー劇場でのCS再放送のエンディングで流れている。

## アバンストーリー
第1期・第2期、一部特別編のオープニングの冒頭で短編のドラマが流されており、シリーズによって放送形態が異なっていた。
第1回 - 第24回
1990年4月19日 - 1991年3月21日 / 第1シリーズ - 第2シリーズ・前期
『世にも奇妙な物語』開始初期では主に映像を用いたアバンストーリー（「4つのモニター」など）や俳優が出演したストーリー（「底無し沼」「レストランのトイレ」など）を流し、視聴者を「『奇妙な世界』に誘う」役割としていた。また、最初のスペシャルである「'90秋の特別編」、翌年新春の「'91冬の特別編」ではストーリーテラーのタモリ自身が出演していた。
第25回 - '91冬の特別編
1991年4月11日 - 1991年12月26日 / 第2シリーズ・中期 - '91冬
初期とは打って変わり、著名な作家（ウィリアム・シェイクスピアなど）や書物（鏡の国のアリス、星の王子さまなど）からの「名言」や「格言」を冒頭に流していた。
'92春の特別編以降
第3シリーズからはアバンストーリー自体流れず、主に「特別編」で流されていたが、「'95冬」以降アバンストーリーは流されなくなった（事実上の「廃止」）。1995年以降流れていなかった「アバン」だが、それから11年後の2006年3月28日（火）放送回の「15周年の特別編」と半年後の10月2日（月）放送回「'06秋の特別編」で以前のリメイク版とこの回のために作られた「アバンストーリー」と共に復活した。それから4年後の2010年10月に放送された「20周年スペシャル・秋〜人気作家競演編〜」でＯＰでのアバンストーリーが復活し、さらに4年後の2014年10月の「2014年秋の特別編」にてこの回のために作られたすべて新作の5作品が放送された。また、出演陣に大久保佳代子、宮根誠司、宅間孝行などの俳優陣が出演した。

### 放送されたアバンストーリー
第1期・第2期、一部特別編のアバンストーリーについては、世にも奇妙な物語の放映作品一覧#アバンストーリー（第1シリーズ - 第2シリーズ、特別編）を参照。
15周年の特別編のアバンストーリーについては、世にも奇妙な物語の放映作品一覧#アバンストーリー（15周年の特別編）を参照。
2006年秋の特別編のアバンストーリーについては、世にも奇妙な物語の放映作品一覧#アバンストーリー（2006年秋の特別編）を参照。
2014年秋の特別編のアバンストーリーについては、世にも奇妙な物語の放映作品一覧#アバンストーリー（2014年秋の特別編）を参照。

## 映画の特別編

### キャスト
- ストーリーテラー：タモリ
- 雪山：矢田亜希子、鈴木一真
- 携帯忠臣蔵：中井貴一、奥菜恵、勝地涼
- チェス：武田真治
- 結婚シミュレーター：稲森いずみ、柏原崇
- プロローグ（ストーリーテラー）：山本耕史、相島一之、佐藤隆太

### スタッフ
- 監督：落合正幸（雪山）、鈴木雅之（携帯忠臣蔵）、星護（CHESS）、小椋久雄（結婚シミュレーター）
- 脚本：鈴木勝秀（雪山）、落合正幸（雪山、監督兼任）、君塚良一（携帯忠臣蔵）、中村樹基（CHESS）、星護（CHESS、監督兼任）、相沢友子（結婚シミュレーター）、三谷幸喜（ストーリーテラー）
- 音楽：蓜島邦明（雪山、携帯忠臣蔵）、佐橋俊彦（CHESS、結婚シミュレーター）
- プロデューサー：小牧次郎、石原隆、岩田祐二、井口喜一
- アシスタントプロデューサー：瀧山麻土香、関口大輔
- 制作協力：田辺エージェンシー
- 制作著作：フジテレビジョン、ポニーキャニオン、IMAGICA、共同テレビジョン、東宝、日活

## 番組テーマ曲

### オープニング・エンディングテーマ曲
- 蓜島邦明 「ガラモン・ソング」

### ガラモン・ソングのバージョン
- 初期のオリジナルバージョンとサウンドトラックに収録されているバージョンの2バージョンが存在する。初期シリーズのエンディングはオリジナルのバージョンが頻繁に使用され、「特別編」のエンディングはすべてオリジナルバージョンだった。第2シリーズ以降、ニューアレンジのバージョンに切り替わりのエンディングとして現在も使用されている。オリジナルとサントラ盤を比べると、音階は一緒だが使用されている楽器が違う部分がある。
- エンディングの時間に呼応し、途中部分をカット（ぶつ切りになる場合もある）するパターンやAメロやサビの部分が繰り返されるパターンと、さまざまなアレンジが施されている。

コーラス部分を欠いたバージョンもあり、こちらも初期シリーズのエンディングや、初期シリーズを収録したVHS・DVDで確認することができる。

### 挿入曲
- 蓜島邦明 「ストーリーテラー」（ただし、本編では「アレンジ盤」を使うことが多い）

## ソフト化作品
- 本番組は、放送済みの全作品472作品中（2013年5月現在）、約4分の1である108作品が外部媒体化に留まっており、その大半はレンタル専用であるが、現在は過去の傑作選がDVDで復刻されている。
- なお、CSでの再放送はフジテレビ、共同テレビ一部製作回のみが、地上波での再放送は一部の制作会社（KANOX、日活など）が製作した回が一部地域で夏から秋頃に再放送されている。2015年7月からはフジテレビ系CSで制作会社を問わず傑作選として再放送を行っている。
- DVD作品によっては字幕のON/OFF機能がついていることがある。

### ビデオ（VHS）
世にも奇妙な物語 vol.1 - 4（全12話・定価各9800円）
vol.1（1991年8月7日発売（vol.2と同時発売）。収録時間56分）
「絶対イヤ!」「噂のマキオ」「幸福の選択」
AS「途中下車」（'90秋の特別編）
vol.2（1991年8月7日発売（vol.1と同時発売）。収録時間58分）
「そこに扉があった」「代打はヒットを打ったか？」「ミッドナイトコール」
AS「4つのモニター」（第1回）
vol.3（1991年9月21日発売（vol.4と同時発売）。収録時間64分）
「大予言」「王様の耳はロバの耳」「帰れない」
AS「底なし沼」（第2回）
vol.4（1991年9月21日発売（vol.3と同時発売）。収録時間59分）
「さよなら6年2組」「悪魔のゲームソフト」「復讐クラブ」
AS「人差し指を当ててください」（第5回）
※AS…アバンストーリー
放送当時にレンタル専用として各3話収録で4本発売されている。
傑作選のため、'90秋の特別編と'91冬の特別編から10作品、TVシリーズから2作品選ばれている。
『'90秋の特別編』の物は全て収録してあるが、『'91冬の特別編』の物は唯一「昔みたい」が未収録。この4本には、当時オープニングの前にやっていたアバンストーリーも収録されている。
vol.1に収録の「幸福の選択」には放送当時に収録されていなかったエピローグ部分が新たに収録されている。
また、vol.1とvol.2の巻末には「《世にも奇妙な旅》クイズ」といった懸賞企画が収録されていた。
世にも奇妙な物語 ビデオの特別編 vol.1 - 3（全15話・2000年11月15日発売。定価9800円）
映画化公開に合わせてレンタル専用として3巻同時発売された傑作選。
94年から99年の特別編の中から15作品を収録している。
vol.1（収録時間94分）
「ルナティック・ラヴ」「友子の長い夜」「扉の先」「ウイルス」「自殺悲願」
vol.2（収録時間98分）
「管理人」「完全治療法」「のぞみ、西へ」「女は死んでいない」「2040年のメリークリスマス」
vol.3（収録時間109分）
「望みの夢」「マニュアル警察」「懲役30日」「先生の『あんなこと』」「怪我」
世にも奇妙な物語 映画の特別編（全4話・2001年5月1日発売。定価16000円、収録時間120分。）
2000年に放送10周年を記念して製作された劇場版のVHS版。ただしレンタル専用のみの発売。
世にも奇妙な物語 ディレクターズカットの特別編（全2話・2001年5月1日発売。定価6800円、収録時間60分）
『世にも奇妙な物語 映画の特別編』のうち「雪山」と「携帯忠臣蔵」の2作品のディレクターズカット版を収録している。
世にも奇妙な物語 無料ビデオの特別編（促進用）
劇場版の宣伝を兼ねてTSUTAYA限定で無料貸し出しされたビデオ。
世にも奇妙な物語 SMAPの特別編（全5話・2002年8月23日発売。定価9800円、収録時間130分。）
2001年元旦に放送されたものをVHS化。ただし、版権の関係上SMAPが所属するビクターエンタテインメントからの発売になっている。
SMAPの出演している作品で今の所ソフト化されているのはこれのみである。

### DVD
世にも奇妙な物語 映画の特別編（全4話）
2000年に放送10周年を記念して製作された劇場版のDVD版。
- 映像特典として、劇場版の予告編が収録されている。

世にも奇妙な物語 SMAPの特別編
2001年元旦に放送されたものをDVD化。上記の通り、発売元が通常と異なる。
2002年8月23日発売。定価3990円、収録時間130分。
- 映像特典として、発売告知CMが収録されている。

世にも奇妙な物語 15周年の特別編（全5話）
2006年3月28日に15周年を記念して放送されたものをソフト化した物。
2006年11月15日発売。定価3990円、収録時間120分。
世にも奇妙な物語 2006秋の特別編（全5話）
2006年10月2日に放送されたものをソフト化。
2007年4月27日発売。定価3990円、収録時間115分。
世にも奇妙な物語 2007春の特別編（全5話）
2007年3月26日に放送されたものをソフト化。
2007年10月17日発売。定価3990円、収録時間115分。
世にも奇妙な物語 1 - 4（復刻版）
「世にも奇妙な物語 vol.1 - 4」のDVD復刻版。
2007年10月17日発売。定価2625円（各）、収録時間は「vol.1 - 4」と同じ。
世にも奇妙な物語 2007秋の特別編（全5話）
2007年10月2日に放送されたものをソフト化。
2008年4月2日発売。定価3990円、収録時間100分。
世にも奇妙な物語 DVDの特別編 1 - 3（復刻版）
「世にも奇妙な物語 ビデオの特別編 vol.1 - 3」のDVD復刻版。
2008年4月2日発売。定価2940円（各）、収録時間は「ビデオの特別編 vol.1 - 3」と同じ。
世にも奇妙な物語 2008春の特別編（全5話）
2008年4月2日に放送されたものをソフト化。
2008年10月1日発売。定価3990円、収録時間100分。
世にも奇妙な物語 2008秋の特別編（全5話）
2008年9月23日に放送されたものをソフト化。
2009年5月20日発売。定価3990円、収録時間115分。
世にも奇妙な物語 2009春の特別編（全5話）
2009年3月30日に放送されたものをソフト化。
2009年10月21日発売。定価3990円、収録時間115分。
世にも奇妙な物語 2009秋の特別編（全5話）
2009年10月5日に放送されたものをソフト化。
2010年2月17日発売。定価3990円、収録時間115分。
世にも奇妙な物語 20周年スペシャル・春（全5話）
2010年4月4日に放送されたものをソフト化。
2010年9月15日発売。定価3990円、収録時間100分。
世にも奇妙な物語 20周年スペシャル・秋（全5話）
2010年10月4日に放送されたものをソフト化。
2011年6月15日発売。定価3990円、収録時間114分。
世にも奇妙な物語 21世紀21年目の特別編（全5話）
2011年5月14日に『土曜プレミアム』内で放送されたものをソフト化。
2011年11月12日発売。定価3990円、収録時間107分。
世にも奇妙な物語 2011秋の特別編（全5話）
2011年11月26日に『土曜プレミアム』内で放送されたものをソフト化。
2012年5月16日発売。定価3990円、収録時間107分。
世にも奇妙な物語 2012春の特別編（全5話）
2012年4月21日に『土曜プレミアム』内で放送されたものをソフト化。
2012年10月17日発売。定価3990円、収録時間106分。
世にも奇妙な物語 2012秋の特別編（全5話）
2012年10月6日に『土曜プレミアム』内で放送されたものをソフト化。
2013年8月7日発売。定価3990円、収録時間106分。
世にも奇妙な物語 2013春の特別編（全5話）
2013年5月11日に『土曜プレミアム』内で放送されたものをソフト化。
2013年11月6日発売。定価3990円、収録時間106分。
- 『世にも奇妙な物語 2013春の特別編』以降は特別編の映像ソフトの発売は途絶えている。

### 書籍

#### ノベライズ（小説化）
ノベライズ版「世にも奇妙な物語」（太田出版 1 - 11巻、A - D巻、I - IV巻）
第1シリーズ放送中に、放送の終わった作品を逐一刊行するような形で刊行されていた。映像媒体で見ることが難しい現在では、初期の作品を知る上ではとても貴重な本だと言える。だが、ストーリの進み方、ラストなどが放送版とは違う物が多く初見の人がストーリーを勘違いする場合が多い。『8』と『C』を執筆している「田村章」は、後の重松清である。
1巻 1990年10月
ノベライズ：中井紀夫「ロッカー」「死体くさい」「親切すぎる家族」「ゴミが捨てられない」「恐怖の手触り」「プレゼント」6作品と中井紀夫オリジナル作品「友人」
2巻 1990年12月
ノベライズ：野沢博史 山本英則「大注目（放送時タイトルは『大注目の男』）」「半分こ」「猿の手様」「くせ」「悪魔のゲームソフト」「殺人者は困惑する（放送時タイトルは『殺人者は後悔する』）」「死ぬほど好き」「配達されない手紙」8作品
3巻 1991年1月
ノベライズ：小沢淳「息づまる食卓」「帰れない」「見知らぬ私（放送時タイトルは『整形手術』）」「闇の精霊たち」「さよなら6年2組」「王様の耳はロバの耳」6作品と小沢淳オリジナル作品「デビル・ブライダル」
4巻 1991年2月
ノベライズ：小野雅弘「歩く死体」「大予言」「ぬまおくり（放送時タイトルは『人面草』）」「噂のマキオ」「遅すぎた恋人」「お墓参り」6作品と小野雅弘オリジナル作品「片道電話」
5巻 1991年3月
ノベライズ：野沢博史「瞳の中へ」「峠の茶屋」「留守番電話」「こけし谷」「廃校七番目の不思議」5作品と野沢博史オリジナル作品「殺しのワープロ」「ホノルル行き444便」
6巻 1991年5月
ノベライズ：中井紀夫「黒魔術」「八時四十五分（放送時タイトルは『8時50分』）」「石田部長代理の災難」「盗聴レシーバー（放送時タイトルは『盗聴レシーバーの怪』）」「昔みたい」5作品と中井紀夫オリジナル作品「痒い！」「夜の殺人者(2009年春の特別編にて『真夜中の殺人者』として映像化)」
7巻 1991年7月
ノベライズ：大場惑「ズンドコベロンチョ」「くしゃみ（放送時タイトルは『時間よ止まれ』）」「花嫁ふたり（放送時タイトルは『もう1人の花嫁』）」「言う事を聞く子」「着せ替え人形」5作品と大場惑オリジナル作品「牛跨読書会案内」「夜に集えば」
8巻 1991年9月
ノベライズ：田村章「テレフォンカード」「プリズナー」「朝まで生殺人」「受験生」「奇跡の子供」「占いセット」6作品と田村章オリジナル作品「大里さんの本音」
9巻 1991年10月
ノベライズ：野沢博史「目撃者」「女優」「つまンない男（放送時タイトルは『つまらない男』）」「心霊写真」「秘密の花園」5作品と野沢博史オリジナル作品「桃子のテレカ」「「親子画面」症候群」
10巻 1991年11月
ノベライズ：井上雅彦「伝言板」「笑う女」「パパは犯罪者」「コインランドリー」「モルモット」5作品と井上雅彦オリジナル作品「とうにハロウィーンを過ぎて」「残された文字」
11巻 1992年2月
ノベライズ：矢口卓「家族の肖像」「整理癖」「開かずの踏み切り」「40年」「ドリンク（放送時タイトルは『人格改造ドリンク』）」5作品と矢口卓オリジナル作品「ジゴとスミノフとG線上の冷蔵庫」「真夏のメリークリスマス」
A巻 1992年4月
ノベライズ：野沢博史「もうひとり!?（放送時タイトルは『もうひとり』）」「ホームドラマ」「神様」「ハネムーン」「求ム佐藤（放送時タイトルは『佐藤・求む』）」5作品と野沢博史オリジナル作品「胎児は復讐する」「もしもし霊」
B巻 1992年5月
ノベライズ：大場惑「あの人に伝えて（放送時タイトルは『あの世への伝言サービス』）」「替えっ子（放送時タイトルは『替え玉』」「鏡よ鏡（放送時タイトルは『震える愛』）」「冗費節減」「笑いの天才」5作品と大場惑オリジナル作品「ダメだ！」「困った爺」」
C巻 1992年7月
ノベライズ：田村章「逆探知」「気づかれない男」「顔」「あの日に帰りたい」「すてきな休日」5作品と田村章オリジナル作品「失われた文字を求めて」「桜桃忌の恋人」
D巻 1992年10月
ノベライズ：井上雅彦「タガタガの島」「まちぶせ」「水を飲む男」「顔色」「みどり紙」5作品と井上雅彦オリジナル作品「マドモアゼル・タッソー」「魔女の巣箱」
I巻 1992年12月
1巻の文庫版。
II巻 1993年6月
6巻の文庫版。
III巻 1993年11月
7巻の文庫版。
IV巻 1994年2月
10巻の文庫版。

ノベライズ版「世にも奇妙な物語 小説の特別編」（角川書店、「小説の特別編」・「再生」・「悲鳴」・「遺留品」・「赤」・「北川悦吏子の特別編」）
いずれも角川ホラー文庫
小説の特別編
『映画の特別編』の小説版で4作品から成る。
再生
表題作の他、2001年4月5日放送分の内、「厭な子供」を除く4作品（「友達登録」など）から。
悲鳴
表題作の他、2001年10月4日放送分の内「ママ新発売!」を除く4作品（「ドラマティックシンドローム」など。下記の「野球中継割り込み騒動」の日）から。
遺留品
表題作の他、2002年3月27日放送分の内、「無視ゲーム」を除く4作品（「おかしなまち」など）から。
赤（グール）
表題作の他、2002年10月3日放送分の内、「声を聞かせて」を除く4作品（「採用試験」など）から。
北川悦吏子の特別編
数多くの作品のうち、北川悦吏子脚本の作品だけをノベライズしたもの。「ズンドコベロンチョ」「大蒜」など8作品から成る。ノベライズ：小泉すみれ
世にも奇妙な物語 ドラマノベライズ
いずれも集英社みらい文庫
恐怖のはじまり編 2017年3月
ノベライズ：木滝りま「7歳になったら」・「JANKEN」・「家族の肖像」・「噂のマキオ」。
終わらない悪夢編 2017年9月
ノベライズ：水田静子「悪魔のゲームソフト」・「死後婚」・「親切成金」・「午前2時のチャイム」。
逃げられない地獄編 2018年4月
ノベライズ：小川彗「トイレの落書」・「採用試験」・「おばあちゃん」・「通算」
迫りくる黒い闇編 2019年4月
ノベライズ：小川彗「心霊アプリ」・「クイズ天国・クイズ地獄」・「Be Silent」・「缶けり」
くずれ落ちる日常編 2019年11月
ノベライズ：緑川聖司「迷路」・「相席の恋人」・「さっきよりもいい人」・「これ……見て……」
教室の裏側にひそむ暗闇編 2020年4月
ノベライズ：緑川聖司「雰差値教育」・「ダジャレ禁止令」・「鏡子さん」・「ラスト・シネマ」

#### コミカライズ（漫画化）
世にも奇妙な物語 マガジンコミックス編（2017年 講談社）
「美女缶」
2005年4月12日放送作品（主演：妻夫木聡）。漫画は志水アキが担当。週刊少年マガジン（2015年第49号、11月18日発売）に掲載。ドラマとはストーリーが異なる。
「張り込み先」
漫画は志水アキが担当。週刊少年マガジン（2015年第50号、11月25日発売）に掲載。オリジナル作品。
「私は、女優」
1999年9月27日放送作品（主演：菅野美穂）。漫画は志水アキが担当。アプリ「マンガボックス」で2015年11月21日に公開。
「ダジャレ禁止令」
1998年9月25日放送作品（主演：小野武彦）。週刊少年マガジン（2016年第25号、5月18日発売）に掲載。
「張り込み先 -大橋家編-」
書き下ろし(小説)、オリジナル作品

#### その他
奇妙劇場vol.1 〜十一の物語〜 （太田出版 1991年）
ノベライズ版「世にも奇妙な物語」を刊行していた太田出版により、ホラー作家11人による書き下ろしアンソロジー集。11作品中、次の2作品が、ドラマ化された。
大場惑「ニュースおじさん」 高井信「世にも奇遇な物語（放送時タイトルは『奇遇』）」
奇妙劇場vol.2 〜ロング・バケーション〜 （太田出版 1991年）
奇妙劇場vol.3 〜少年時代〜 （太田出版 1991年）
COMIC 世にも奇妙な物語（1990年 扶桑社）
初期の作品「楊貴妃の双六」「死後の苦労」「噂のマキオ」3本をコミック化したもの。
世にも奇妙な物語 漫画の特別編（2000年 角川書店）
『映画の特別編』の公開に合わせて出版された漫画である。内容は映画版と同じ4作品。
世にも奇妙な物語 雑誌の特別編（2000年 角川書店）
『映画の特別編』公開に合わせ、「ザ・ホラー」の特別企画として2000年12月に発刊された。作品は「壁の小説」「シャドウボクサー」などの過去の名作7作品。漫画だけでなく、「世にも奇妙なアナタの日常」、「あなたにぴったりの作品はコレだ!」など、雑誌ならではの企画も盛り込まれている。
世にも奇妙な物語 コミックの特別編（2001年 角川書店）
上記の『雑誌の特別編』の7作品から選ばれた4作品から成るコミックである。
世にも奇妙な本 世にも奇妙な物語1990‐2000（2000年 ぴあ）
映画公開に合わせて作られた、本作の10年の歴史（上映当時）を総括したような本である。俳優、脚本家、作品の系統、美術、監督のインタビューなどかなり多方面から本番組を解析している。執筆は高倉文紀ほか。

その他（番組本以外）
GON! 1997年11月号
「世にも奇妙な物語 第1シーズン全リスト!!」という特集があり、放送日・タイトル・脚本家・演出家・キャストに加えストーリーが結末まで記されている。ただ第1シーズンというのは誤りで実際には第3シーズンのものである。取材は松永孝祐。

### CD
サントラCD 「世にも奇妙な物語オリジナルサウンドトラック」
放送当時の1990年に発売されたサントラ盤。2000年には『映画の特別編』公開にあわせて「TV復刻版」というタイトルで発売された。
CDに付属されているブックレットには1990年当時のものは「世にも奇妙な夢」というタイトルでプロデューサーの小牧次郎の解説が載っていたが、復刻盤にはこのテーマ曲を作った蓜島邦明のコメントに差し替えられている。
収録内容
1. メイン・タイトル（ガラモン・ソング）
2. オルゴル
3. 猿の手様1
4. 猿の手様2
5. 猿の手様3
6. アステロトロプス
7. だいすき
8. ゲームソフト
9. 手触り
10. インナカバデレラ
11. エコロジー・パーク
12. セリフ劇場（噂のマキオ〜楊貴妃の双六〜悪魔のゲームソフト）
13. ガラモン・ソング
14. スパニッシュ・カフェ
15. ありがと
16. ストーリー・テラー

なお、佐橋俊彦も担当している映画の特別編のサウンドトラックCDは発売されていない。

## 連動企画
2015年の秋より、放送数週間前から宣伝を兼ね、インターネットを始め様々な形で現実に「奇妙な世界」を体験する試みやキャンペーンが行われている。
ががばば
2015年秋「25周年記念スペシャル・秋」（傑作復活編・映画監督編）で実施。2015年11月5日から、Yahoo!で「ががばば」と検索するとあるギミックが発動するという仕掛けが登場（発動前に注意が表示され、音声なし、もしくはスキップも可能）。また、ギミック終了後は「世にも奇妙な物語」の検索結果が表示され、そこからスピンオフ動画を見ることができた。
「ががばば」の検索数はYahoo!検索での一日の検索数では過去最大級となり、11月5日の検索ワードランキングで1位にランクインした。スピンオフ映像の再生数は5日間で100万回を越え、同日の「世にも奇妙な物語」公式ページへのアクセス数も11月3日の約30倍となった。
傑作復活編エンディングにはエンドロール後にショートストーリーが放送。ストーリーのあとに「決して『ががばば』と検索してはならない」とテロップで注意を促していた。また、放送終了後はギミックの内容や表示内容が一部変わっており、映画監督編では「続ががばば」として2本目が放送された。
その後、2017年秋の特別編では「ががばば新章」としてさらなる続編が登場。それに伴い再びYahoo!で検索すると新たなギミックが発動するようになった。なお、本作では「ががばば」放送当時女子大生モデルだった久慈暁子が出演しており、フジテレビアナウンサーとして入社後に放送した当回の「ががばば新章」では本人役として出演した。
ずっとトモダチ
2016年秋の特別編で実施。アバンストーリーの1つである「ずっとトモダチ」との連動企画。マイクロソフト社が開発したAIの「りんな」が女優として登場し、LINEアカウントを開設。登録し「りんな」と友達になると、放送に合わせりんなから返信が来る仕掛けとなっていた。
夢男
2017年春の特別編で実施。ストーリーの1つである「夢男」に登場する夢男のマスクをかぶった人物がゲリラ的に渋谷などに出没。また、特設サイトの開設や、とくダネ!のお天気コーナーにも見切れる形で登場した。
また、放送中に明かされるあるパスワードを放送終了後特設サイトに入力することで、放送終了後にも特別な動画を見ることができた。
世にも奇妙な自販機
2017年秋の特別編で実施。渋谷・センター街入り口に期間限定で「世にも奇妙な自販機」を設置。時間限定で稼働し、ボタンを押した後に取り出し口に手を入れることができ、さらに印刷される抽選番号によって当選した人には「プレミアムボス 超深煎りプレミアム（サントリー） 1年分」が贈られた。また、放送週の月曜から金曜の深夜には「深夜の特別編」として、10分間のミニドラマ「SON-TAKU〜忖度〜（出演:志尊淳・山崎紘菜、他）」が放送された。
港区OL_ハル
2018年春の特別編の1話「フォロワー」の主人公が利用していたSNSのアカウントが実際のTwitterアカウントとして登場。放送終了後も「世にも」放送時以外もツイートしており、2019年の『雨の特別編』では「奇妙」公式アカウント上で"実況"を行う企画も行われた。
城後波駅
2018年春の特別編で実施。ジョルダンの乗換案内にて、出発駅・目的地を空白にし、出発時刻を「6月6日6時6分」に設定するとあるギミックが発動する。また、本編でも同じくショートストーリーとして「城後波駅」が登場する。
あなたの鐔ｭЖ_診断
2018年秋の特別編で実施。診断サイト風のページに名前を入れると「あること」が起きる。
今回は都市伝説やホラーコンテンツを紹介することも多く、前述の連動企画も取り上げたこともあるYouTuberの水溜りボンドが監修しており、水溜りボンドの2人や他のYouTuber名（ぶんけい（パオパオチャンネル）・東海オンエア・アバンティーズなど）を入れると違った演出が現れる。
また、コラボ企画としてトミー監督・脚本による「キラキラ純愛ラブストーリー」が同チャンネルにて投稿(2019年5月24日現在、非公開)。本編にも「脱出不可」にカンタが「閉じ込められたYouTuberの1人 渋谷孝明」役で、「あしたのあたし」にトミーが「海岸近くの焼きそば屋台の店主」役として出演した。
世にも奇妙な商店
2019年雨の特別編で実施。6秒商店 とのコラボ企画。物語にちなんだ様々な「奇妙な商品」を紹介していく。
また、公式アカウントで紹介された チラシ ではこれまでに放送された作品にちなんだ「奇妙な商品」が紹介されている。
世にも奇妙な服屋
2019年秋の特別編で実施。ストリートブランド「LONELY論理」とのコラボ企画。放送までの5日間で放送される5つのタイトル（「コールドスリープ」「鍋蓋」「恵美論」「恋の記憶、止まらないで」「ソロキャンプ」）をデザインに取り入れたオリジナルグッズを低価格で1日当たり20枚（1商品につき4枚）、合計100枚がネットショップで売り出された。また、放送終了後にはプレゼントキャンペーンも行われた。
なお、売上金は全額FNSチャリティキャンペーンに寄付される。
世にも奇妙なオンライン会議〜西野ン会議〜
2020年夏の特別編で実施。放送5日前の7月6日から番組公式Twitterアカウントをジャック。7月7日からオンライン会議のURLがアップ。「LIVE MEAT」と呼ばれるオンラインチャットで他の8名の参加者と共にオンライン会議に参加すると様々なことが起こる。
今回は面白法人カヤック及びフルリモート劇団「劇団ノーミーツ」によって製作された。また、本編の「配信者」にも「西野ン」が登場した。
2020年秋の特別編では続編が公開。ホラーゲーム「PIEN-ぴえん-」が西野ンに乗っ取られ「NISHINON-にしのん-」として特別版がリリースされた。また、クローズされていた「西野ン会議」も復活。
2021年秋の特別編では第3弾が公開。「西野ン会議」がウサギのぬいぐるみ「逝キ（ユキ）」に乗っ取られ、参加者の中から1人を「削除」するデスゲームに挑まされることになる。結末は4通りあり、どの選択肢を選ぶかで画面の前の自分の「未来」が変化する。
また、「西野ン」の YouTubeチャンネル、Twitterアカウントも開設された。
世にも奇妙な公衆電話
2021年夏の特別編で実施。YouTuberグループ・Fischer'sとのコラボ企画。メンバーのシルクロードのTwitterが一定期間謎の「あがたな人形」に乗っ取られた他、「世界で一番小さいお化け屋敷」として「世にも奇妙な公衆電話」を番組とともにフジテレビ内に製作。メンバーのンダホとゲストのゆんに仕掛けた。

## 事件

### 「地獄のタクシー」翻案裁判
1995年10月4日の「秋の特別編」の1つ「地獄のタクシー」は、本放送後に漫画家・釋英勝が自身の作品『先生、僕ですよ』（漫画『ハッピーピープル』2巻収録）を無許可で翻案したとして、フジテレビ・共同テレビ・脚本を担当した中村樹基に対して朝日・毎日・読売の各新聞に謝罪広告の掲載と、慰謝料など1122万円の損害賠償を求める訴訟を提起。
しかし、東京地裁1998年6月29日の判決は、「本件著作物（漫画）の表現形式上の本質的特徴を本件番組（ドラマ）から直接感得するはできない」として、このドラマが漫画を翻案したものとは認めず、原告側の請求を棄却・確定した。

### 野球中継割り込み騒動
2001年10月4日の「秋の特別編」にて、第2話「仇討ちショー」の前半部分を放送してCMに入った後、CM明けからプロ野球の中継が割り込む事態が発生。21:00放送開始で第1話が終了し、第2話の前半が終了ということなので、21:30 - 40頃だった。
この日行われた「ヤクルトvs阪神」戦は、ヤクルトスワローズが勝てばセントラル・リーグでの優勝という大事な試合だった。中継が割り込まれた時には既に試合は9回に入っていたが、同点という状態となっていた。ヤクルトスワローズはフジテレビと業務提携を結ぶ球団であるため、ヤクルトの優勝中継は必要であり、局スタッフがすぐに終了すると判断したために割り込みを決行したと思われる。当日の新聞の番組欄にも「プロ野球中継挿入あり」と掲載されていた。試合は同点のまま延長に突入したが、23:00過ぎまで競り合った末に同点のまま終了し、結局優勝できなかった。
試合終了後、CMを挟むなどの措置を取らずに、挨拶とともにCM明け部分からそのまま放送再開。23:00過ぎに終了するはずだったこの日の放送は、25:00(翌日1:00)近くにようやく終了した。
放送終了後、視聴者から「野球中継が挟まるなど聞いていない」といった苦情がフジテレビ側に1万5千件も届いたため、同年12月30日に再放送を決定。また後日、視聴率が発表され、中断前が14.7% ヤクルト戦13.1%とドラマを見る層をターゲットにしているにもかかわらず、視聴率的にはあまり落ちていなかった。

## リメイク版

### 韓国版
2004年に韓国SBSが世にも奇妙な物語をリメイクしたパイロット番組。当初はレギュラー番組として放送される予定だったが、視聴率の問題により見送られた。
また、「エキストラ」も放送される予定だったが、ジャニーズ事務所との版権問題により未放送になった。
金曜サスペンス（2004年7月16日放送）
シン・ソンウ主演の「ミッドナイトDJ」、パク・ウンヘ主演の「追いかけたい」を放送。
誰も知らない話（2004年10月8日放送）
チェ・ソングク主演の「知らなすぎた男」、キム・ボギョン主演の「レンタルラブ」を放送。
奇妙な夏（2004年10月8日放送）

### 中国版
2014年に本放送局のフジテレビ・中国のネット配信会社愛奇芸（iQIYI）・亜細亜伝媒の3社が共同で『世にも』のリメイク版として『不可思議的夏天（邦題・不思議な夏）』が制作された。以前の「韓国版」とは異なり、日本の『世にも奇妙な物語』に関わっている脚本家・演出家をスタッフに招き、中国で人気の俳優陣が出演している。この「物語」のストーリーテラーは日本版とは異なり『図書館の司書が毎回一冊の「物語」を紹介する』とともに自身も「物語」の主人公の一人である設定で、俳優は中国で有名な日本人俳優・古川雄輝が全編に出演している。2014年8月より、初めは中国国内のみでの配信であったが、2015年7月より、フジテレビオンデマンドで日本版（全編吹替版）が配信された。
- 配信日:中国・2014年8月31日〜（中国・愛奇芸にて配信）、日本・2015年7月1日〜（フジテレビオンデマンドにて配信）

#### 各話リスト
| 話数   | サブタイトル             | 脚本       | 演出       | 主演         |
| ------ | ------------------------ | ---------- | ---------- | ------------ |
| 第1話  | 秘密の通販               | 政地洋佑   | 久保田哲史 | 鈕宝平       |
| 第2話  | オソロ                   | 女里山桃花 | 久保田哲史 | 陶慧         |
| 第3話  | 明晰夢                   | 宮脇卓也   | 久保田哲史 | 李夢         |
| 第4話  | ファンレター             | 宮脇卓也   | 久保田哲史 | 馬思純、王野 |
| 第5話  | 検索依存症               | 坂野裕子   | 桂言       | 彭暁舟       |
| 第6話  | 自分年表                 | 宮脇卓也   | 久保田哲史 | 陳昊         |
| 第7話  | 解体少女                 | 女里山桃花 | 桂言       | 王怡         |
| 第8話  | 監禁                     | 宮脇卓也   | 桂言       | 匡冠栄       |
| 第9話  | シェア・ライフ           | 坂野裕子   | 久保田哲史 | 雷牧         |
| 第10話 | お願い仏像               | 女里山桃花 | 桂言       | 喬喬         |
| 第11話 | 五分間                   | 正岡謙一郎 | 桂言       | 李翰臣       |
| 第12話 | 理想の彼女               | 女里山桃花 | 桂言       | 王家強       |
| 第13話 | ライフバンク             | 女里山桃花 | 久保田哲史 | 王伝君       |
| 第14話 | 消えない女               | 政地洋佑   | 久保田哲史 | 葉祖新       |
| 第15話 | 惑星欠片（ほしのかけら） | 宮脇卓也   | 久保田哲史 | 古川雄輝     |

## パロディ番組・企画
世にも奇妙な物語II
『とんねるずのみなさんのおかげです』（フジテレビ系列）で「世にも奇妙な物語II」という題名でパロディコントを2回行ったことがある。
世にも微妙な物語
ウッチャンナンチャン版
『ウッチャンナンチャンのやるならやらねば!!』で1時間丸々放送されたパロディコント。本家と同様のOPで同じく3話構成で放送された。第3話以外はウッチャンナンチャンが脚本を務め、出演陣も本家に出演した松下由樹などの豪華出演陣で行い、最終話のエピローグでは本家のストーリーテラータモリが冗談を言いつつ出演した。
SMAP版
『SMAP×SMAP』（関西テレビ・フジテレビ系列）で、ストーリーテラー役のツモリ（草彅剛が扮したタモリのパロディ）以外のメンバーが微妙なシチュエーション・コントを演じるコーナーを8回放送。コント中にツモリが現れ「微妙ー」とオチをつけた。なお、ここでもやはり1回だけ本家のタモリが、ツモリにドッキリを仕掛けて登場していた。オープニングは本家の第3期OPに似せたもので、本家より少し短いものであったが、しばらくして使用されなくなった。
世にも奇妙なスマ物語
上記の『SMAP×SMAP』（関西テレビ・フジテレビ系列）で放送されたパロディコント。平泉成が主演し、本番組の1話「倦怠期特効薬」（'05春の特別編）をベースとしていた。
世にも奇妙な男の物語、世にもペコリな物語
『ワンナイR&R』（フジテレビ系列）で宮迫博之扮するキャラクター「轟さん」主演で2回、ゴリ扮するゴリエのコントでも1回あり（ストーリーテラー役は蛍原徹扮する「タモリ」）、この番組では合計3回も行ったこともある。「男の物語」でのOPでは本家の第1期OPに似せ、BGMも似せているものを使用していた（ただし、エンディングでは本物を使用）。
世にも奇妙な二人の物語、世にも奇妙なスター誕生
『夢がMORI MORI』（フジテレビ系列）で1994年6月25日放送回の「102回スペシャル」内で『世にも奇妙な二人の物語』というタイトルでパロディコントをしていた。また、1994年1月の「新春かくし芸大会」に出演した際は『世にも奇妙なスター誕生』のタイトルで演目を行った（ストーリーテラーは森脇健児が務めていたが、OPの場所は『if もしも』に出てくる分岐点で構成も同番組に近かった）。
世にも奇妙な仕事
この「パロディ」は他局にも飛びだし、TBS系列の番組『オオカミ少年』でテーマの「奇妙な仕事」にあやかり『世にも奇妙な仕事』のタイトルで検証VTRを流していた。VTRのオープニングは本家の第1期とかなり似ていた。
世にもサプリな物語
2006年9月23日放送の『IQサプリ芸能界スッキリペア決定戦SP』（フジテレビ系列）の出題VTRで行ったパロディで、BGMも本家のものを使用していた。
ストーリーテラー役はタモリの物真似でお馴染みのコージー冨田だった。
世にも雑種な物語
2006年9月27日放送分の『トリビアの泉 〜素晴らしきムダ知識〜』（フジテレビ系列）の1コーナー「トリビアの種」の検証VTR（この回は「雑種犬が番犬になれるか?」という種）のタイトルとして流れていた。このパロディでも本家と同じBGMが使用されていた。なお、『トリビアの泉』には品評会会長として、タモリも出演している。
世にも奇妙な楽屋
2010年4月4日放送の『爆問パニックフェイス!』（TBS系列）のドッキリVTRとして行ったパロディで、本家のBGMと共にストーリーテラーも本家と同じ語り口（タモリの物真似）でコージー冨田が紹介していた。
世にも不幸な物語
アニメ版『ケロロ軍曹』（テレビ東京系列）第96話Bパートのサブタイトル。「絶対悪運石」という鉱石を手にした者が必ず不幸になるというストーリー。
世にも奇妙な漫☆画太郎
ビジネスジャンプ連載の漫画 。作者漫☆画太郎
世にも奇妙な銀魂
アニメ版『銀魂』（テレビ東京系列）第69話予告及び第69話冒頭。ゴミを捨てに来る不気味な女が実は自分の体を少しずつ捨てていた、という怪談風のゴミの分別回収を促すCM。
世にも奇妙なこち亀
テレビアニメ『こちら葛飾区亀有公園前派出所』（フジテレビ系列）で本家のタイトルをパロディとして使ったストーリーがある。
雑誌『デイトナ』でこのタイトルのパロディで［世にも奇妙なオモチャの物語］というコーナーを連載したことがある。
世にも奇妙な学校物語
2011年5月10日・17日放送の『コレってアリですか?』（日本テレビ系列）で本家と同じ流れで、モンスターペアレントの行動例を再現紹介。ストーリーの大半で本家と同じBGMが使われており、ストーリーテラーは教育評論家・尾木直樹。
世にも奇妙なモニタリング
『モニタリング』（TBS系列）内で2015年夏頃から開始されたコーナー。日常ではかなりありえないシチュエーションが起きたら、モニタリングされる側はどんな反応をするか?を検証。主に「ホラー系」「SF系」のモニタリングで流れる。

## 備考
『トリビアの泉 〜素晴らしきムダ知識〜』からの情報
2006年5月3日（水）放送分同局のバラエティ番組『トリビアの泉 〜素晴らしきムダ知識〜』No.930より 79へぇ&銀の脳
ドラマ「世にも奇妙な物語」のテーマ曲は手拍子しながら聴くと怖くない
この曲は不協和音（人を不安にさせる音）がちょうど手拍子と重なるタイミング（要するに表拍である1拍目と3拍目）にあるため、手拍子しながら聴くと不協和音が打ち消され怖くなくなる。なお、この回では実際にタモリがオープニングナレーションを行った後テーマ曲が流され、スタジオの出演者全員で手拍子をするという謎の流れになり、最終的にタモリの「番組が違うもんになります」というツッコミで終結した。

## 主要スタッフ

### 共通
- 音楽：蓜島邦明
- アバンタイトル：共同テレビ
- 協力：ベイシス、バスク、フジアール、NKL、国際放映、日活撮影所、（有）リミックス、日本映像クリエイティブ、自由廊、タカハシレーシング、ナイス・デー、コマデン、東映東京撮影所
- 制作協力：田辺エージェンシー
- 制作：フジテレビ編成局制作センター第1制作部[注 63]
- 制作：フジテレビ
- 制作著作：共同テレビ→共テレ

### '19 雨の特別編-（2019年6月8日放送分）
- 原作 - 北山猛邦、乾緑郎、田丸雅智
- 原案 - 山崎亮
- 脚本 - 皐月彩、守口悠介、ブラジリィー・アン・山田、嶋田うれ葉、向田邦彦
- ストーリーテラー脚本 - 向田邦彦
- ストーリーテラー演出 - 小椋久雄（アソシエイトプロデュース経験者）
- 演出 - 岩田和行、小林義則、紙谷楓、河野圭太、植田泰史（植田→ストーリーテラー演出経験者）
- 技術プロデューサー - 名取佐斗史
- 美術プロデューサー - 大倉謙介、吉田敬
- 編成企画 - 渡辺恒也、狩野雄太（フジテレビ）
- 広報 - 佐藤未郷、山本美沙（フジテレビ）
- 営業推進 - 橋口愛（フジテレビ）
- スチール - チャールズ村上
- タイトルロゴ - 岩崎光明（フジテレビ、以前はタイトル）
- タイトルバック - 岩下みどり[注 64]
- スタイリスト - 牧野克哉（タモリ担当）
- アシスタントプロデューサー - 高橋眞智子
- プロデュース - 小林宙、中村亮太（中村→以前はプロデュース補►一時離脱）
- 制作・著作 - フジテレビ、共同テレビ

### レギュラー放送
- 企画：小牧次郎・石原隆（共にフジテレビ）
- 音楽：蓜島邦明
- ファッションコーディネイト（タモリ担当）：木下勝之
- コンピュータグラフィック：大村卓・佐々木語（共にエクサインターナショナル）

### 歴代スタッフ
- 編成・企画：石原隆・小牧次郎、清水賢治、河野雄一・金井卓也、保原賢一郎、長部聡介、中島寛朗、情野誠人、瀧山麻土香、成河広明、水野綾子、増本淳、野崎理、大木綾子、西原恵、加藤達也、橋爪駿輝、稲葉直人（いずれもフジテレビ）
- シリーズ構成：戸田山雅司（1994年冬・1994年春・1995年春）、高山直也（1995年秋）、正岡謙一郎（2010年秋）
- 原作：貫井徳郎、泉昌之、永山驢馬、小林泰三、唯川恵、小峯裕之、小田扉、辻村深月、筒井康隆、藤子・F・不二雄、前田司郎（前田→脚本・演出兼務）、朱川湊人、中島直俊、江口寿史、北川悦吏子、高山直也、林誠人、新津きよみ、我孫子武丸、Osd、カサギヒロシ、手塚治虫 、小出もと貴、朱川湊人、諏訪雅ほか
- 原案：HERO、コヤナギシン、赤松新
- 短編原作：江口寿史、せきの
- 脚本：君塚良一、中村樹基、鈴木勝秀、両沢和幸、相沢友子、高山直也、戸田山雅司、武井彩、佐藤久美子、半澤律子、山浦雅大、黒岩勉、森ハヤシ、保田良太、丸茂周、正岡謙一郎、三谷幸喜、加藤公平、酒井雅秋、小峯裕之、渡辺千穂、ふじきみつ彦、春名功武、川野将一、小川真、大野敏哉、山岡潤平、酒巻浩史、中島直俊、北川悦吏子、本田隆朗、岡田道尚、宇山圭祐、吉井三奈子、いながきよしたか、蛭田直美、黒岩勉、和田清人、三浦希紗、松井周、武井彩、赤松新、上田誠、岡本貴也、安江渡、橋部敦子ほか
- ストーリーテラー脚本：上田誠、いながきよしたか、大浦光太、岡本貴也、宮﨑翔ほか
- 短編脚本：岩崎う大、大塩竜也、後藤庸介、瀬戸大希、宇山佳佑ほか
- 脚本協力：神戸一彦、ジェーン・スー
- 演出：星護、鈴木雅之(鈴木→フジテレビ)、落合正幸、松田秀知、土方政人、河毛俊作、木下高男、村上正典、星田良子、石川淳一、佐藤源太、筧昌也、高丸雅隆、品田俊介(品田→フジテレビ)、松木創、都築淳一、後藤庸介、山内大典、佐藤祐市、城宝秀則、高橋栄樹ほか
- 短編演出：岸川正史、紙谷楓、倉木義典、後藤庸介、山内大典
- 技術プロデューサー：友部節子、青木季也
- フードコーディネーター：住川啓子、はらゆうこ
- スタントコーディネーター：剱持誠
- ファッションコーディネイト：木下勝之（タモリ担当）
- 広報：上野陽一、池田知樹、谷川有季、鍛冶準、片山正康、渡辺朱織、瀧澤航一郎、山本麻祐子、小中ももこ、高木秀幸、根本智史（フジテレビ）
- 営業推進：宮川健（フジテレビ）
- スチール：松原直彦、林寛、武田貞之、成田俊昭
- CG：松岡勇二、本田貴雄、佐藤信吾、諸星勲、河原規夫、諏訪菜々恵、豊直康、久村英徹、高岡直樹、グレートインターナショナル、森三平
- CGタイトル：佐々木語（第1、2期）、松田昌司（特別編）、大村卓（初期から2016年秋の特別編まで）
- 演出補：高木治男、根本和政、中西正茂、佐藤さやか、朝比奈陽子、村谷嘉則、大畑拓也、倉木義典、日暮英典、伊藤大輔、山内大典、三木茂、根本和政、朝比奈陽子、本間利幸、菊川誠、淵上正人
- 制作担当：中島嘉隆、真野清文、青木義章、岩澤正和、中保眞典、菅原惣子、服部一貴、関浩紀、香川智宏、福田春子、小川賢治、鈴木哲、鹿浜勉、柿本浩樹、関尚人、田村豊、香川智宏
- 制作主任：荒川輝政、沖田祐介、西本和幸、横澤淳、伊藤薩幸、大田康一、橋立聖史、塚村悦郎、三浦義信、中邑元昭、浜名麻衣子、鈴木哲、犬飼須我志、三浦義信、松嶋翔、岩村博幸、安藤充、皆川なぎさ、中巴元昭、福田春子
- 記録：鈴木美恵子、増田千尋、谷恵子、井坂尚子、早坂ゆか、西澤香陽子、寺田まり、松元景、岩井茂美、谷村久美子、根本純、目黒亜希子、本図木綿子、斉藤文、津嶋由起江、巻口恵美、加藤彩、戸国歩、外川恵美子、田中久美子、稲田麻由子、加藤彩、森由布子
- アシスタントプロデューサー：佐藤利佳
- プロデュース補：渡辺直美、齋藤理恵子、久保田育美、園枝菜穂子、秋山八重子、久保田育子、木下優希、関本純一、李受眞、芳川茜
- ラインプロデュース：竹内一成
- ラインプロデューサー：上久保友貴（2016年秋の特別編以来、2017年春・秋の特別編はプロデューサー）
- 協力プロデュース：堤真和・麻生俊司（共に東北新社）
- プロデュース：（共同テレビ）塩沢浩二（初代立ち上げスタッフの1人）、船津浩一、大森美孝、小椋久雄、加藤雅俊、柳川由起子、永井麗子、貸川聡子、鈴木伸太郎、平賀公秦、川西琢、岩田祐二、後藤庸介、植田泰史
- エキストラ：日活芸術学院、古賀プロダクション、office101、ジェイプロモーション、セントラル子供タレント、マリブマネージメント、劇団ひまわり、ワタナベエンターテインメントカレッジ、芸優、劇団東俳、ミライ・アクターズ・プロモーション、ドラゴンフライエンタテインメント、ケン・スタントクリエーション、ベイサイト、CASTY、Storm Rider、SRプロダクション、オーシャンズ、宮津ホーム
- 制作著作：東映、日活撮影所、大映テレビ、東宝、カノックス、PDS、セントラル・アーツ、オフィス・トゥー・ワン、テレパック、アズバーズ、ニユーテレス、彩の会 など